# Emanuel Lasker
Emanuel Lasker (Barlinek, 24 de dezembro de 1868 – Nova Iorque, 11 de janeiro de 1941) foi um jogador de xadrez e matemático alemão. Em 1894, Lasker derrotou Wilhelm Steinitz com um resultado de 10 vitórias, 4 empates e 5 derrotas, o que lhe permitiu tornar-se o segundo campeão mundial de xadrez. Foi ainda o jogador que manteve este título durante mais tempo: 27 anos. O seu registo de títulos em torneios inclui Londres (1899), São Petersburgo (1896), São Petersburgo (1914), Paris (1900), Nova Iorque (1924) e Nuremberga (1896).
No Mundial de 1921, perdeu o título para o cubano José Raúl Capablanca. Apesar de, um ano antes, Lasker se ter proposto a desistir do título em favor de Capablanca, este quis conquistar o título no tabuleiro. Em 1933, Emanuel Lasker e a sua esposa, Martha Kohn, abandonaram a Alemanha (Lasker era judeu e temia os nazistas) rumo à Inglaterra, e após uma curta estadia na União Soviética acabaram por se mudar para Nova Iorque.
Era conhecido pela sua abordagem "psicológica" ao jogo: por vezes escolhia uma jogada teoricamente inferior para tentar deixar o adversário "desconfortável". Em uma partida contra Capablanca (em São Petersburgo, em 1914), onde devia ganhar a todo o custo, escolheu uma abertura com propensão para empatar o jogo, o que fez o adversário baixar a guarda e o permitiu triunfar. Um dos seus jogos notáveis é o confronto com Bauer em Amsterdã (1889), no qual sacrificou ambos os bispos, uma manobra que veio a repetir em outras ocasiões. Seu nome está associado a algumas aberturas, por exemplo a variação de Defesa Lasker do Gambito da Dama (1.d4 d5 2.c4 e6 3.Cc3 Cf6 4.Bg5 Be7 5.e3 O-O 6.Cf3 h6 7.Bh4 Ce4).
Lasker foi professor de matemática, tendo doutorado na Universidade de Erlangen-Nuremberga com a tese Über Reihen auf der Convergenzgrenze ("Série de limites de convergência"), sob a orientação de David Hilbert, publicada na revista Philosophical Transactions em 1901. Foi ainda filósofo e amigo de Albert Einstein e se dedicou ao Bridge tendo publicado um livro sobre o assunto.

## Biografia

### Juventude 1868–1894

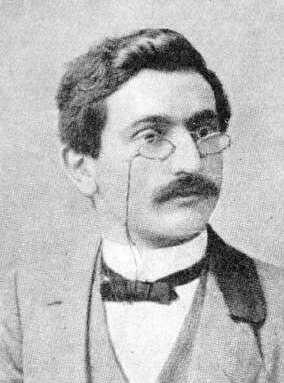
Lasker na sua juventude.

Emanuel Lasker nasceu em 24 de dezembro de 1868 em Berlinchen então Reino da Prússia (atual Polônia). Aos onze anos de idade foi enviado para estudar matemática em Berlim, onde viveu com seu irmão mais velho Berthold que o ensinou a jogar xadrez. Para complementar seus rendimentos, Lasker jogava xadrez e jogos de cartas fazendo pequenas apostas, especialmente no Café Kaiserhof.
Seus primeiros grandes resultados no xadrez foram em 1889, quando venceu um torneio de inverno anual promovido pelo Café Kaiserhof e o Hauptturnier A, um torneio de segunda classe, durante o sexto Deutschen Schachbund organizado em Breslau. No mesmo ano terminou em segundo lugar no torneio de Amsterdã a frente de alguns jogadores conhecidos como Isidor Gunsberg e James Mason. Em 1890, terminou em terceiro em um torneio em Graz, e em seguida dividiu o primeiro lugar com seu irmão em um torneio em Berlim. Na primavera de 1892, venceu dois torneios em Londres, sendo que no segundo e mais difícil destes não perdeu nenhuma partida. No torneio de Nova Iorque em 1893, venceu todos os treze jogos, em uma das poucas vezes na história do xadrez em que um jogador alcançou um placar perfeito em um torneio significante.
Seu recorde em matches foi igualmente impressionante: em Berlim (1890) empatou um curto play-off contra seu irmão Berthold; e venceu todos os seus outros matches de 1889 a 1893: Curt von Bardeleben (1889; 9.º melhor jogador do mundo, segundo o Chessmetrics na época), Jacques Mieses (1889; 11.º), Henry Edward Bird (1890; então com 60 anos de idade; 29.º), Berthold Englisch (1890; 18.º), Joseph Henry Blackburne (1892, sem perder nenhum jogo; Blackburne tinha 51 anos de idade, mas era o nono melhor jogador do mundo), Jackson Showalter (1892–1893; 22.º) e Celso Golmayo Zúpide (1893; 29.º). O Chessmetrics avaliou que Lasker se tornou o melhor jogador do mundo na metade da década de 1890, e que ele estava entre os dez melhores desde o início de sua carreira em 1889.

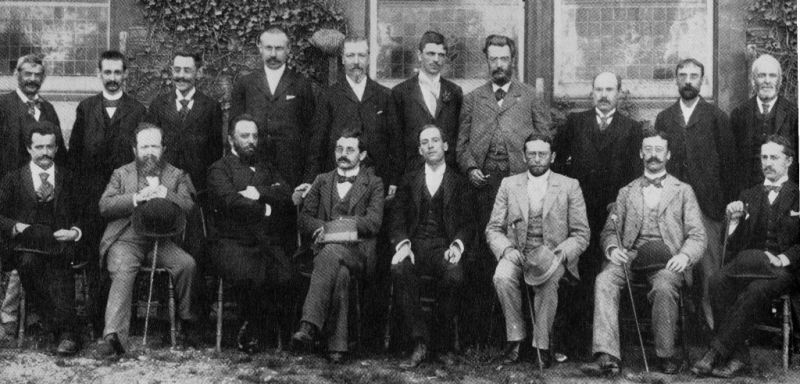
Mestres em Hastings 1895.
Em pé: Albin, Schlechter, Janowski, Marco, Blackburne, Maróczy, Schiffers, Gunsberg, Burn, Tinsley. Sentados: Vergani, Steinitz, Chigorin, Lasker, Pillsbury, Tarrasch, Mieses, Teichmann.

Em 1892 Lasker fundou a primeira de suas revistas de xadrez, a The London Chess Fortnightly, que foi publicada entre 15 de agosto de 1892 a 30 de julho de 1893. Logo após o encerramento da revista, Lasker viajou para os Estados Unidos onde morou pelos próximos dois anos.
Lasker então desafiou para um match Siegbert Tarrasch, que havia vencido três torneios internacionais consecutivamente (Breslau (1889), Manchester (1890) e Dresden (1892)). Tarrasch recusou o desafio, declarando que Lasker devia primeiro vencer um ou dois torneios internacionais antes.

### Competições de xadrez de 1894 a 1918

#### Partida contra Steinitz

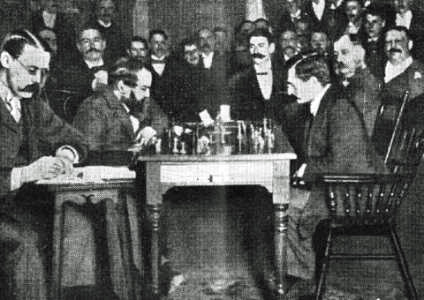
Wilhelm Steinitz e Lasker em uma das partidas em Nova Iorque.

Após a recusa de Tarrasch, Lasker desafiou o então campeão mundial Wilhelm Steinitz para disputar o título. Inicialmente Lasker queria jogar por uma quantia de 5 000 dólares cada e a partida foi combinada com apostas de US$ 3 000 cada, mas Steinitz concordou com uma série de reduções quando Lasker encontrou dificuldade de levantar a quantia. O valor final foi de 2 000 dólares, que era menor que as partidas anteriores de Steinitz (as apostas finais combinadas de 4 000 dólares estão estimadas em 520 000 dólares ao valor de 2009). Embora isto tivesse sido aclamado publicamente como um ato de senso esportivo pela parte de Steinitz, provavelmente ele estava desesperadamente precisando do dinheiro. As partidas foram disputadas no ano de 1894, nas cidades de Nova Iorque, Filadélfia e Montreal. Steinitz havia declarado anteriormente que venceria sem sombra de dúvidas, então houve um choque quando Lasker venceu o primeiro jogo. Steinitz respondeu então vencendo o segundo, conseguindo manter o equilíbrio até a sexta partida. A partir daí, Lasker venceu seis partidas seguidas, e Steinitz pediu por uma semana de descanso. No reinício da partida, Stenitz parecia em melhor forma e venceu dois jogos seguidos. Lasker reagiu então vencendo o 15.º e 16.º, conseguindo manter a vantagem adquirida no meio da partida. O resultado final foram dez vitórias, cinco derrotas e quatro empates. Lasker então se tornou formalmente o segundo campeão mundial de xadrez e confirmou seu título de modo convincente ao derrotar novamente Steinitz na partida de revanche em 1896-1897, com dez vitórias, duas derrotas e 5 empates.

#### Sucesso em torneios

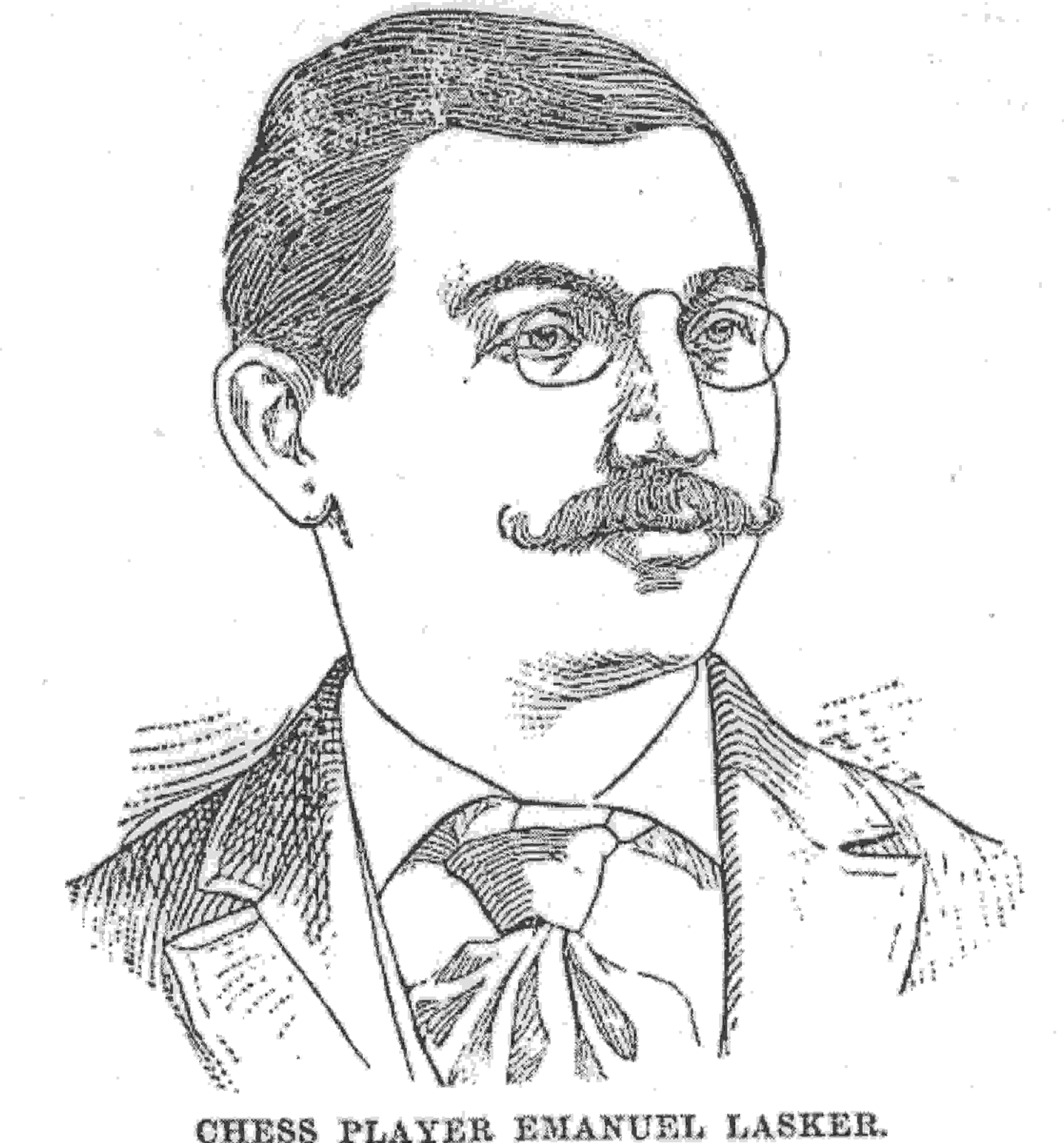
Esquete de Lasker, c. 1894.

Jogadores de xadrez influentes e jornalistas desprezaram a disputa do título contra Steinitz antes e depois do confronto. A dificuldade de Lasker em conseguir apoio financeiro pode ter sido causada por comentários hostis de Gunsberg e Leopold Hoffer, que era um desafeto de Steinitz. Uma das alegações era de que Lasker ainda não havia enfrentado os outros dois melhores jogadores da época, Siegbert Tarrasch e Mikhail Chigorin — embora Tarrasch houvesse recusado o desafio de Lasker em 1892. Após a partida alguns comentaristas, notavelmente Tarrasch, disseram que Lasker havia vencido principalmente devido a idade avançada de Steinitz que na época tinha 58 anos de idade.
Lasker respondeu às críticas com uma impressionante série de vitórias em torneios. Antes da Primeira Guerra Mundial, seus piores resultados foram um terceiro lugar em Hastings (1895) (no qual provavelmente ainda se recuperava da febre tifóide), um empate em segundo lugar em Cambridge Springs (1904) e um empate em primeiro lugar no Memorial Chigorin em São Petersburgo no ano de 1909. Ele venceu os fortes torneios de São Petersburgo (1896), Nuremberg (1896), Paris (1900), e São Petersburgo (1914), onde superou por 1½ as estrelas em ascensão, Capablanca e Alekhine, que posteriormente se tornariam os próximos campeões mundiais. Por décadas os escritores do xadrez relatam que o Czar Nicolau II da Rússia conferiu o título de "Grande Mestre de Xadrez" aos cinco finalistas do torneio de xadrez de São Petersburgo em 1914 (Lasker, Capablanca, Alekhine, Tarrasch e Frank Marshall), mas o historiador Edward Winter tem questionado este fato ao declarar que as mais antigas fontes suportando esta história foram publicadas em 1940 e 1942.

#### Partidas contra Marshall e Tarrasch
O recorde de Lasker em matches foi impressionante entre a partida de revanche com Steinitz até 1914, tendo vencido praticamente todas e sendo três destas a defesa do título mundial. Primeiro, enfrentou Marshall na disputa do Campeonato Mundial de Xadrez de 1907, onde apesar do estilo agressivo de Marshall este não conseguiu vencer um único jogo tendo perdido oito e empatado sete.
No ano seguinte enfrentou Tarrash novamente pelo título mundial, primeiro na cidade de Düsseldorf e depois em Munique. Tarrasch acreditava firmemente que o jogo de xadrez era governado por um conjunto preciso de princípios. Para ele a força de um movimento no xadrez estava na lógica, e não em sua eficiência. Por causa da sua teimosia em relação aos seus princípios ele considerava Lasker um jogador mediano que havia vencido seus jogos graças a truques dúbios, enquanto Lasker zombava da arrogância de Tarrasch, que na opinião dele, brilhava mais nos salões literários do que no tabuleiro de xadrez. Na cerimônia de abertura Tarrasch se recusou a conversar com Lasker, apenas dizendo:"''Mr. Lasker, I have only three words to say to you: check and mate!" (Senhor Lasker, eu tenho apenas três palavras para dizer para você: xeque e mate!)
|   | a | b | c | d | e | f | g | h |   |
| 8 | d8 preto torre · e8 preto torre · h8 preto rei · a7 branco rainha · c7 preto peão · d7 preto rainha · e7 preto bispo · h7 preto peão · c6 preto peão · d6 preto peão · f6 preto peão · f5 branco cavalo · e4 branco peão · b3 branco peão · a2 branco peão · c2 branco peão · f2 branco rei · g2 branco peão · h2 branco peão · a1 branco torre · e1 branco torre | d8 preto torre · e8 preto torre · h8 preto rei · a7 branco rainha · c7 preto peão · d7 preto rainha · e7 preto bispo · h7 preto peão · c6 preto peão · d6 preto peão · f6 preto peão · f5 branco cavalo · e4 branco peão · b3 branco peão · a2 branco peão · c2 branco peão · f2 branco rei · g2 branco peão · h2 branco peão · a1 branco torre · e1 branco torre | d8 preto torre · e8 preto torre · h8 preto rei · a7 branco rainha · c7 preto peão · d7 preto rainha · e7 preto bispo · h7 preto peão · c6 preto peão · d6 preto peão · f6 preto peão · f5 branco cavalo · e4 branco peão · b3 branco peão · a2 branco peão · c2 branco peão · f2 branco rei · g2 branco peão · h2 branco peão · a1 branco torre · e1 branco torre | d8 preto torre · e8 preto torre · h8 preto rei · a7 branco rainha · c7 preto peão · d7 preto rainha · e7 preto bispo · h7 preto peão · c6 preto peão · d6 preto peão · f6 preto peão · f5 branco cavalo · e4 branco peão · b3 branco peão · a2 branco peão · c2 branco peão · f2 branco rei · g2 branco peão · h2 branco peão · a1 branco torre · e1 branco torre | d8 preto torre · e8 preto torre · h8 preto rei · a7 branco rainha · c7 preto peão · d7 preto rainha · e7 preto bispo · h7 preto peão · c6 preto peão · d6 preto peão · f6 preto peão · f5 branco cavalo · e4 branco peão · b3 branco peão · a2 branco peão · c2 branco peão · f2 branco rei · g2 branco peão · h2 branco peão · a1 branco torre · e1 branco torre | d8 preto torre · e8 preto torre · h8 preto rei · a7 branco rainha · c7 preto peão · d7 preto rainha · e7 preto bispo · h7 preto peão · c6 preto peão · d6 preto peão · f6 preto peão · f5 branco cavalo · e4 branco peão · b3 branco peão · a2 branco peão · c2 branco peão · f2 branco rei · g2 branco peão · h2 branco peão · a1 branco torre · e1 branco torre | d8 preto torre · e8 preto torre · h8 preto rei · a7 branco rainha · c7 preto peão · d7 preto rainha · e7 preto bispo · h7 preto peão · c6 preto peão · d6 preto peão · f6 preto peão · f5 branco cavalo · e4 branco peão · b3 branco peão · a2 branco peão · c2 branco peão · f2 branco rei · g2 branco peão · h2 branco peão · a1 branco torre · e1 branco torre | d8 preto torre · e8 preto torre · h8 preto rei · a7 branco rainha · c7 preto peão · d7 preto rainha · e7 preto bispo · h7 preto peão · c6 preto peão · d6 preto peão · f6 preto peão · f5 branco cavalo · e4 branco peão · b3 branco peão · a2 branco peão · c2 branco peão · f2 branco rei · g2 branco peão · h2 branco peão · a1 branco torre · e1 branco torre | 8 |
| 7 | d8 preto torre · e8 preto torre · h8 preto rei · a7 branco rainha · c7 preto peão · d7 preto rainha · e7 preto bispo · h7 preto peão · c6 preto peão · d6 preto peão · f6 preto peão · f5 branco cavalo · e4 branco peão · b3 branco peão · a2 branco peão · c2 branco peão · f2 branco rei · g2 branco peão · h2 branco peão · a1 branco torre · e1 branco torre | d8 preto torre · e8 preto torre · h8 preto rei · a7 branco rainha · c7 preto peão · d7 preto rainha · e7 preto bispo · h7 preto peão · c6 preto peão · d6 preto peão · f6 preto peão · f5 branco cavalo · e4 branco peão · b3 branco peão · a2 branco peão · c2 branco peão · f2 branco rei · g2 branco peão · h2 branco peão · a1 branco torre · e1 branco torre | d8 preto torre · e8 preto torre · h8 preto rei · a7 branco rainha · c7 preto peão · d7 preto rainha · e7 preto bispo · h7 preto peão · c6 preto peão · d6 preto peão · f6 preto peão · f5 branco cavalo · e4 branco peão · b3 branco peão · a2 branco peão · c2 branco peão · f2 branco rei · g2 branco peão · h2 branco peão · a1 branco torre · e1 branco torre | d8 preto torre · e8 preto torre · h8 preto rei · a7 branco rainha · c7 preto peão · d7 preto rainha · e7 preto bispo · h7 preto peão · c6 preto peão · d6 preto peão · f6 preto peão · f5 branco cavalo · e4 branco peão · b3 branco peão · a2 branco peão · c2 branco peão · f2 branco rei · g2 branco peão · h2 branco peão · a1 branco torre · e1 branco torre | d8 preto torre · e8 preto torre · h8 preto rei · a7 branco rainha · c7 preto peão · d7 preto rainha · e7 preto bispo · h7 preto peão · c6 preto peão · d6 preto peão · f6 preto peão · f5 branco cavalo · e4 branco peão · b3 branco peão · a2 branco peão · c2 branco peão · f2 branco rei · g2 branco peão · h2 branco peão · a1 branco torre · e1 branco torre | d8 preto torre · e8 preto torre · h8 preto rei · a7 branco rainha · c7 preto peão · d7 preto rainha · e7 preto bispo · h7 preto peão · c6 preto peão · d6 preto peão · f6 preto peão · f5 branco cavalo · e4 branco peão · b3 branco peão · a2 branco peão · c2 branco peão · f2 branco rei · g2 branco peão · h2 branco peão · a1 branco torre · e1 branco torre | d8 preto torre · e8 preto torre · h8 preto rei · a7 branco rainha · c7 preto peão · d7 preto rainha · e7 preto bispo · h7 preto peão · c6 preto peão · d6 preto peão · f6 preto peão · f5 branco cavalo · e4 branco peão · b3 branco peão · a2 branco peão · c2 branco peão · f2 branco rei · g2 branco peão · h2 branco peão · a1 branco torre · e1 branco torre | d8 preto torre · e8 preto torre · h8 preto rei · a7 branco rainha · c7 preto peão · d7 preto rainha · e7 preto bispo · h7 preto peão · c6 preto peão · d6 preto peão · f6 preto peão · f5 branco cavalo · e4 branco peão · b3 branco peão · a2 branco peão · c2 branco peão · f2 branco rei · g2 branco peão · h2 branco peão · a1 branco torre · e1 branco torre | 7 |
| 6 | d8 preto torre · e8 preto torre · h8 preto rei · a7 branco rainha · c7 preto peão · d7 preto rainha · e7 preto bispo · h7 preto peão · c6 preto peão · d6 preto peão · f6 preto peão · f5 branco cavalo · e4 branco peão · b3 branco peão · a2 branco peão · c2 branco peão · f2 branco rei · g2 branco peão · h2 branco peão · a1 branco torre · e1 branco torre | d8 preto torre · e8 preto torre · h8 preto rei · a7 branco rainha · c7 preto peão · d7 preto rainha · e7 preto bispo · h7 preto peão · c6 preto peão · d6 preto peão · f6 preto peão · f5 branco cavalo · e4 branco peão · b3 branco peão · a2 branco peão · c2 branco peão · f2 branco rei · g2 branco peão · h2 branco peão · a1 branco torre · e1 branco torre | d8 preto torre · e8 preto torre · h8 preto rei · a7 branco rainha · c7 preto peão · d7 preto rainha · e7 preto bispo · h7 preto peão · c6 preto peão · d6 preto peão · f6 preto peão · f5 branco cavalo · e4 branco peão · b3 branco peão · a2 branco peão · c2 branco peão · f2 branco rei · g2 branco peão · h2 branco peão · a1 branco torre · e1 branco torre | d8 preto torre · e8 preto torre · h8 preto rei · a7 branco rainha · c7 preto peão · d7 preto rainha · e7 preto bispo · h7 preto peão · c6 preto peão · d6 preto peão · f6 preto peão · f5 branco cavalo · e4 branco peão · b3 branco peão · a2 branco peão · c2 branco peão · f2 branco rei · g2 branco peão · h2 branco peão · a1 branco torre · e1 branco torre | d8 preto torre · e8 preto torre · h8 preto rei · a7 branco rainha · c7 preto peão · d7 preto rainha · e7 preto bispo · h7 preto peão · c6 preto peão · d6 preto peão · f6 preto peão · f5 branco cavalo · e4 branco peão · b3 branco peão · a2 branco peão · c2 branco peão · f2 branco rei · g2 branco peão · h2 branco peão · a1 branco torre · e1 branco torre | d8 preto torre · e8 preto torre · h8 preto rei · a7 branco rainha · c7 preto peão · d7 preto rainha · e7 preto bispo · h7 preto peão · c6 preto peão · d6 preto peão · f6 preto peão · f5 branco cavalo · e4 branco peão · b3 branco peão · a2 branco peão · c2 branco peão · f2 branco rei · g2 branco peão · h2 branco peão · a1 branco torre · e1 branco torre | d8 preto torre · e8 preto torre · h8 preto rei · a7 branco rainha · c7 preto peão · d7 preto rainha · e7 preto bispo · h7 preto peão · c6 preto peão · d6 preto peão · f6 preto peão · f5 branco cavalo · e4 branco peão · b3 branco peão · a2 branco peão · c2 branco peão · f2 branco rei · g2 branco peão · h2 branco peão · a1 branco torre · e1 branco torre | d8 preto torre · e8 preto torre · h8 preto rei · a7 branco rainha · c7 preto peão · d7 preto rainha · e7 preto bispo · h7 preto peão · c6 preto peão · d6 preto peão · f6 preto peão · f5 branco cavalo · e4 branco peão · b3 branco peão · a2 branco peão · c2 branco peão · f2 branco rei · g2 branco peão · h2 branco peão · a1 branco torre · e1 branco torre | 6 |
| 5 | d8 preto torre · e8 preto torre · h8 preto rei · a7 branco rainha · c7 preto peão · d7 preto rainha · e7 preto bispo · h7 preto peão · c6 preto peão · d6 preto peão · f6 preto peão · f5 branco cavalo · e4 branco peão · b3 branco peão · a2 branco peão · c2 branco peão · f2 branco rei · g2 branco peão · h2 branco peão · a1 branco torre · e1 branco torre | d8 preto torre · e8 preto torre · h8 preto rei · a7 branco rainha · c7 preto peão · d7 preto rainha · e7 preto bispo · h7 preto peão · c6 preto peão · d6 preto peão · f6 preto peão · f5 branco cavalo · e4 branco peão · b3 branco peão · a2 branco peão · c2 branco peão · f2 branco rei · g2 branco peão · h2 branco peão · a1 branco torre · e1 branco torre | d8 preto torre · e8 preto torre · h8 preto rei · a7 branco rainha · c7 preto peão · d7 preto rainha · e7 preto bispo · h7 preto peão · c6 preto peão · d6 preto peão · f6 preto peão · f5 branco cavalo · e4 branco peão · b3 branco peão · a2 branco peão · c2 branco peão · f2 branco rei · g2 branco peão · h2 branco peão · a1 branco torre · e1 branco torre | d8 preto torre · e8 preto torre · h8 preto rei · a7 branco rainha · c7 preto peão · d7 preto rainha · e7 preto bispo · h7 preto peão · c6 preto peão · d6 preto peão · f6 preto peão · f5 branco cavalo · e4 branco peão · b3 branco peão · a2 branco peão · c2 branco peão · f2 branco rei · g2 branco peão · h2 branco peão · a1 branco torre · e1 branco torre | d8 preto torre · e8 preto torre · h8 preto rei · a7 branco rainha · c7 preto peão · d7 preto rainha · e7 preto bispo · h7 preto peão · c6 preto peão · d6 preto peão · f6 preto peão · f5 branco cavalo · e4 branco peão · b3 branco peão · a2 branco peão · c2 branco peão · f2 branco rei · g2 branco peão · h2 branco peão · a1 branco torre · e1 branco torre | d8 preto torre · e8 preto torre · h8 preto rei · a7 branco rainha · c7 preto peão · d7 preto rainha · e7 preto bispo · h7 preto peão · c6 preto peão · d6 preto peão · f6 preto peão · f5 branco cavalo · e4 branco peão · b3 branco peão · a2 branco peão · c2 branco peão · f2 branco rei · g2 branco peão · h2 branco peão · a1 branco torre · e1 branco torre | d8 preto torre · e8 preto torre · h8 preto rei · a7 branco rainha · c7 preto peão · d7 preto rainha · e7 preto bispo · h7 preto peão · c6 preto peão · d6 preto peão · f6 preto peão · f5 branco cavalo · e4 branco peão · b3 branco peão · a2 branco peão · c2 branco peão · f2 branco rei · g2 branco peão · h2 branco peão · a1 branco torre · e1 branco torre | d8 preto torre · e8 preto torre · h8 preto rei · a7 branco rainha · c7 preto peão · d7 preto rainha · e7 preto bispo · h7 preto peão · c6 preto peão · d6 preto peão · f6 preto peão · f5 branco cavalo · e4 branco peão · b3 branco peão · a2 branco peão · c2 branco peão · f2 branco rei · g2 branco peão · h2 branco peão · a1 branco torre · e1 branco torre | 5 |
| 4 | d8 preto torre · e8 preto torre · h8 preto rei · a7 branco rainha · c7 preto peão · d7 preto rainha · e7 preto bispo · h7 preto peão · c6 preto peão · d6 preto peão · f6 preto peão · f5 branco cavalo · e4 branco peão · b3 branco peão · a2 branco peão · c2 branco peão · f2 branco rei · g2 branco peão · h2 branco peão · a1 branco torre · e1 branco torre | d8 preto torre · e8 preto torre · h8 preto rei · a7 branco rainha · c7 preto peão · d7 preto rainha · e7 preto bispo · h7 preto peão · c6 preto peão · d6 preto peão · f6 preto peão · f5 branco cavalo · e4 branco peão · b3 branco peão · a2 branco peão · c2 branco peão · f2 branco rei · g2 branco peão · h2 branco peão · a1 branco torre · e1 branco torre | d8 preto torre · e8 preto torre · h8 preto rei · a7 branco rainha · c7 preto peão · d7 preto rainha · e7 preto bispo · h7 preto peão · c6 preto peão · d6 preto peão · f6 preto peão · f5 branco cavalo · e4 branco peão · b3 branco peão · a2 branco peão · c2 branco peão · f2 branco rei · g2 branco peão · h2 branco peão · a1 branco torre · e1 branco torre | d8 preto torre · e8 preto torre · h8 preto rei · a7 branco rainha · c7 preto peão · d7 preto rainha · e7 preto bispo · h7 preto peão · c6 preto peão · d6 preto peão · f6 preto peão · f5 branco cavalo · e4 branco peão · b3 branco peão · a2 branco peão · c2 branco peão · f2 branco rei · g2 branco peão · h2 branco peão · a1 branco torre · e1 branco torre | d8 preto torre · e8 preto torre · h8 preto rei · a7 branco rainha · c7 preto peão · d7 preto rainha · e7 preto bispo · h7 preto peão · c6 preto peão · d6 preto peão · f6 preto peão · f5 branco cavalo · e4 branco peão · b3 branco peão · a2 branco peão · c2 branco peão · f2 branco rei · g2 branco peão · h2 branco peão · a1 branco torre · e1 branco torre | d8 preto torre · e8 preto torre · h8 preto rei · a7 branco rainha · c7 preto peão · d7 preto rainha · e7 preto bispo · h7 preto peão · c6 preto peão · d6 preto peão · f6 preto peão · f5 branco cavalo · e4 branco peão · b3 branco peão · a2 branco peão · c2 branco peão · f2 branco rei · g2 branco peão · h2 branco peão · a1 branco torre · e1 branco torre | d8 preto torre · e8 preto torre · h8 preto rei · a7 branco rainha · c7 preto peão · d7 preto rainha · e7 preto bispo · h7 preto peão · c6 preto peão · d6 preto peão · f6 preto peão · f5 branco cavalo · e4 branco peão · b3 branco peão · a2 branco peão · c2 branco peão · f2 branco rei · g2 branco peão · h2 branco peão · a1 branco torre · e1 branco torre | d8 preto torre · e8 preto torre · h8 preto rei · a7 branco rainha · c7 preto peão · d7 preto rainha · e7 preto bispo · h7 preto peão · c6 preto peão · d6 preto peão · f6 preto peão · f5 branco cavalo · e4 branco peão · b3 branco peão · a2 branco peão · c2 branco peão · f2 branco rei · g2 branco peão · h2 branco peão · a1 branco torre · e1 branco torre | 4 |
| 3 | d8 preto torre · e8 preto torre · h8 preto rei · a7 branco rainha · c7 preto peão · d7 preto rainha · e7 preto bispo · h7 preto peão · c6 preto peão · d6 preto peão · f6 preto peão · f5 branco cavalo · e4 branco peão · b3 branco peão · a2 branco peão · c2 branco peão · f2 branco rei · g2 branco peão · h2 branco peão · a1 branco torre · e1 branco torre | d8 preto torre · e8 preto torre · h8 preto rei · a7 branco rainha · c7 preto peão · d7 preto rainha · e7 preto bispo · h7 preto peão · c6 preto peão · d6 preto peão · f6 preto peão · f5 branco cavalo · e4 branco peão · b3 branco peão · a2 branco peão · c2 branco peão · f2 branco rei · g2 branco peão · h2 branco peão · a1 branco torre · e1 branco torre | d8 preto torre · e8 preto torre · h8 preto rei · a7 branco rainha · c7 preto peão · d7 preto rainha · e7 preto bispo · h7 preto peão · c6 preto peão · d6 preto peão · f6 preto peão · f5 branco cavalo · e4 branco peão · b3 branco peão · a2 branco peão · c2 branco peão · f2 branco rei · g2 branco peão · h2 branco peão · a1 branco torre · e1 branco torre | d8 preto torre · e8 preto torre · h8 preto rei · a7 branco rainha · c7 preto peão · d7 preto rainha · e7 preto bispo · h7 preto peão · c6 preto peão · d6 preto peão · f6 preto peão · f5 branco cavalo · e4 branco peão · b3 branco peão · a2 branco peão · c2 branco peão · f2 branco rei · g2 branco peão · h2 branco peão · a1 branco torre · e1 branco torre | d8 preto torre · e8 preto torre · h8 preto rei · a7 branco rainha · c7 preto peão · d7 preto rainha · e7 preto bispo · h7 preto peão · c6 preto peão · d6 preto peão · f6 preto peão · f5 branco cavalo · e4 branco peão · b3 branco peão · a2 branco peão · c2 branco peão · f2 branco rei · g2 branco peão · h2 branco peão · a1 branco torre · e1 branco torre | d8 preto torre · e8 preto torre · h8 preto rei · a7 branco rainha · c7 preto peão · d7 preto rainha · e7 preto bispo · h7 preto peão · c6 preto peão · d6 preto peão · f6 preto peão · f5 branco cavalo · e4 branco peão · b3 branco peão · a2 branco peão · c2 branco peão · f2 branco rei · g2 branco peão · h2 branco peão · a1 branco torre · e1 branco torre | d8 preto torre · e8 preto torre · h8 preto rei · a7 branco rainha · c7 preto peão · d7 preto rainha · e7 preto bispo · h7 preto peão · c6 preto peão · d6 preto peão · f6 preto peão · f5 branco cavalo · e4 branco peão · b3 branco peão · a2 branco peão · c2 branco peão · f2 branco rei · g2 branco peão · h2 branco peão · a1 branco torre · e1 branco torre | d8 preto torre · e8 preto torre · h8 preto rei · a7 branco rainha · c7 preto peão · d7 preto rainha · e7 preto bispo · h7 preto peão · c6 preto peão · d6 preto peão · f6 preto peão · f5 branco cavalo · e4 branco peão · b3 branco peão · a2 branco peão · c2 branco peão · f2 branco rei · g2 branco peão · h2 branco peão · a1 branco torre · e1 branco torre | 3 |
| 2 | d8 preto torre · e8 preto torre · h8 preto rei · a7 branco rainha · c7 preto peão · d7 preto rainha · e7 preto bispo · h7 preto peão · c6 preto peão · d6 preto peão · f6 preto peão · f5 branco cavalo · e4 branco peão · b3 branco peão · a2 branco peão · c2 branco peão · f2 branco rei · g2 branco peão · h2 branco peão · a1 branco torre · e1 branco torre | d8 preto torre · e8 preto torre · h8 preto rei · a7 branco rainha · c7 preto peão · d7 preto rainha · e7 preto bispo · h7 preto peão · c6 preto peão · d6 preto peão · f6 preto peão · f5 branco cavalo · e4 branco peão · b3 branco peão · a2 branco peão · c2 branco peão · f2 branco rei · g2 branco peão · h2 branco peão · a1 branco torre · e1 branco torre | d8 preto torre · e8 preto torre · h8 preto rei · a7 branco rainha · c7 preto peão · d7 preto rainha · e7 preto bispo · h7 preto peão · c6 preto peão · d6 preto peão · f6 preto peão · f5 branco cavalo · e4 branco peão · b3 branco peão · a2 branco peão · c2 branco peão · f2 branco rei · g2 branco peão · h2 branco peão · a1 branco torre · e1 branco torre | d8 preto torre · e8 preto torre · h8 preto rei · a7 branco rainha · c7 preto peão · d7 preto rainha · e7 preto bispo · h7 preto peão · c6 preto peão · d6 preto peão · f6 preto peão · f5 branco cavalo · e4 branco peão · b3 branco peão · a2 branco peão · c2 branco peão · f2 branco rei · g2 branco peão · h2 branco peão · a1 branco torre · e1 branco torre | d8 preto torre · e8 preto torre · h8 preto rei · a7 branco rainha · c7 preto peão · d7 preto rainha · e7 preto bispo · h7 preto peão · c6 preto peão · d6 preto peão · f6 preto peão · f5 branco cavalo · e4 branco peão · b3 branco peão · a2 branco peão · c2 branco peão · f2 branco rei · g2 branco peão · h2 branco peão · a1 branco torre · e1 branco torre | d8 preto torre · e8 preto torre · h8 preto rei · a7 branco rainha · c7 preto peão · d7 preto rainha · e7 preto bispo · h7 preto peão · c6 preto peão · d6 preto peão · f6 preto peão · f5 branco cavalo · e4 branco peão · b3 branco peão · a2 branco peão · c2 branco peão · f2 branco rei · g2 branco peão · h2 branco peão · a1 branco torre · e1 branco torre | d8 preto torre · e8 preto torre · h8 preto rei · a7 branco rainha · c7 preto peão · d7 preto rainha · e7 preto bispo · h7 preto peão · c6 preto peão · d6 preto peão · f6 preto peão · f5 branco cavalo · e4 branco peão · b3 branco peão · a2 branco peão · c2 branco peão · f2 branco rei · g2 branco peão · h2 branco peão · a1 branco torre · e1 branco torre | d8 preto torre · e8 preto torre · h8 preto rei · a7 branco rainha · c7 preto peão · d7 preto rainha · e7 preto bispo · h7 preto peão · c6 preto peão · d6 preto peão · f6 preto peão · f5 branco cavalo · e4 branco peão · b3 branco peão · a2 branco peão · c2 branco peão · f2 branco rei · g2 branco peão · h2 branco peão · a1 branco torre · e1 branco torre | 2 |
| 1 | d8 preto torre · e8 preto torre · h8 preto rei · a7 branco rainha · c7 preto peão · d7 preto rainha · e7 preto bispo · h7 preto peão · c6 preto peão · d6 preto peão · f6 preto peão · f5 branco cavalo · e4 branco peão · b3 branco peão · a2 branco peão · c2 branco peão · f2 branco rei · g2 branco peão · h2 branco peão · a1 branco torre · e1 branco torre | d8 preto torre · e8 preto torre · h8 preto rei · a7 branco rainha · c7 preto peão · d7 preto rainha · e7 preto bispo · h7 preto peão · c6 preto peão · d6 preto peão · f6 preto peão · f5 branco cavalo · e4 branco peão · b3 branco peão · a2 branco peão · c2 branco peão · f2 branco rei · g2 branco peão · h2 branco peão · a1 branco torre · e1 branco torre | d8 preto torre · e8 preto torre · h8 preto rei · a7 branco rainha · c7 preto peão · d7 preto rainha · e7 preto bispo · h7 preto peão · c6 preto peão · d6 preto peão · f6 preto peão · f5 branco cavalo · e4 branco peão · b3 branco peão · a2 branco peão · c2 branco peão · f2 branco rei · g2 branco peão · h2 branco peão · a1 branco torre · e1 branco torre | d8 preto torre · e8 preto torre · h8 preto rei · a7 branco rainha · c7 preto peão · d7 preto rainha · e7 preto bispo · h7 preto peão · c6 preto peão · d6 preto peão · f6 preto peão · f5 branco cavalo · e4 branco peão · b3 branco peão · a2 branco peão · c2 branco peão · f2 branco rei · g2 branco peão · h2 branco peão · a1 branco torre · e1 branco torre | d8 preto torre · e8 preto torre · h8 preto rei · a7 branco rainha · c7 preto peão · d7 preto rainha · e7 preto bispo · h7 preto peão · c6 preto peão · d6 preto peão · f6 preto peão · f5 branco cavalo · e4 branco peão · b3 branco peão · a2 branco peão · c2 branco peão · f2 branco rei · g2 branco peão · h2 branco peão · a1 branco torre · e1 branco torre | d8 preto torre · e8 preto torre · h8 preto rei · a7 branco rainha · c7 preto peão · d7 preto rainha · e7 preto bispo · h7 preto peão · c6 preto peão · d6 preto peão · f6 preto peão · f5 branco cavalo · e4 branco peão · b3 branco peão · a2 branco peão · c2 branco peão · f2 branco rei · g2 branco peão · h2 branco peão · a1 branco torre · e1 branco torre | d8 preto torre · e8 preto torre · h8 preto rei · a7 branco rainha · c7 preto peão · d7 preto rainha · e7 preto bispo · h7 preto peão · c6 preto peão · d6 preto peão · f6 preto peão · f5 branco cavalo · e4 branco peão · b3 branco peão · a2 branco peão · c2 branco peão · f2 branco rei · g2 branco peão · h2 branco peão · a1 branco torre · e1 branco torre | d8 preto torre · e8 preto torre · h8 preto rei · a7 branco rainha · c7 preto peão · d7 preto rainha · e7 preto bispo · h7 preto peão · c6 preto peão · d6 preto peão · f6 preto peão · f5 branco cavalo · e4 branco peão · b3 branco peão · a2 branco peão · c2 branco peão · f2 branco rei · g2 branco peão · h2 branco peão · a1 branco torre · e1 branco torre | 1 |
|   | a | b | c | d | e | f | g | h |   |

Lasker respondeu no tabuleiro ao vencer quatro dos primeiros cinco jogos, e jogando um tipo de xadrez que Tarrasch não podia entender. Por exemplo, no segundo jogo após o lance 19 surgiu a situação (ver diagrama ao lado) em que Lasker estava um peão em desvantagem e com um bispo mau e peões dobrados. A esta altura parecia que Tarrasch vencia, mas vinte movimentos depois ele conseguiu forçar Tarrasch a abandonar. Lasker venceu o confronto com oito vitórias, cinco empates e três derrotas, tendo Tarrasch alegado que o tempo úmido foi a causa de sua derrota.

#### Partida contra Janowski
Em 1909 Lasker empatou uma curta partida (duas vitórias e duas derrotas) contra o polonês Dawid Janowski e alguns meses depois jogou uma partida mais longa do qual os historiadores do xadrez ainda debatem se esta foi ou não uma disputa do Campeonato Mundial de Xadrez. Por conhecer o estilo de Janowski, Lasker escolheu uma defesa sólida para que Janowski atacasse precipitadamente e ficasse vulnerável. Lasker venceu facilmente o match por 8–2 (sete vitórias, dois empates e uma derrota). Esta vitória foi convincente para todos, entretanto Janowski pediu uma revanche. Lasker aceitou e eles jogaram novamente uma partida pelo Campeonato Mundial em 1910 em Paris. Venceu novamente por 9½−1½ (oito vitórias, três empates e uma derrota). Janowski não conseguia entender os movimentos de Lasker e após as três primeiras derrotas explicou para Edward Lasker, "Seu homônimo joga tão estupidamente que eu sequer consigo olhar para o tabuleiro enquanto ele pensa. Receio que não conseguirei fazer nada de bom nesta partida".

#### Disputa contra Schlechter

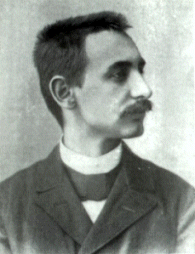
Carl Schlechter teria vencido o título caso tivesse vencido o último jogo da partida.

Entre as duas partidas contra Janowski, Lasker organizou outra disputa pelo título em janeiro e fevereiro de 1910 contra Carl Schlechter. Schlechter era um cavalheiro modesto, que dificilmente vencia os principais torneios que disputava devido a sua falta de agressividade e disposição a aceitar a maioria das ofertas de empate de seus oponentes (aproximadamente 80% de seus jogos terminavam empatados). As condições da partida ainda são debatidas entre os historiadores do xadrez, mas parece que Schlechter aceitou jogar sob condições desfavoráveis no qual deveria terminar dois pontos a frente de Lasker para ser declarado vencedor, e que deveria vencer uma partida de revanche para ser declarado campeão mundial. A disputa inicialmente tinha a intenção de consistir em 30 jogos, mas quando ficou óbvio que não haveria fundos suficientes (Lasker demandava uma comissão de 1 000 marcos alemães por jogo), o número de jogos foi reduzido a dez, tornando a margem de dois pontos mais difícil de ser atingida.
Inicialmente, Lasker tentou atacar, porém Schlechter não teve dificuldade em se defender de modo que os primeiros quatro jogos terminaram empatados. No quinto jogo Lasker tinha uma grande vantagem, mas cometeu um erro crasso que lhe custou o jogo. Daí em diante, Schlechter estava um ponto a frente. Os quatro jogos seguintes foram novos empates, apesar da agressividade de ambos os jogadores. No sexto jogo, Schlechter conseguiu um empate tendo um peão de desvantagem e no sétimo Lasker quase perdeu após um sacrifício de qualidade. No nono jogo somente após um erro de Lasker, Schlechter conseguiu um empate no final. O placar estava então 5-4 para Schlechter. No décimo e último jogo Schlechter tentou vencer taticamente e tinha uma grande vantagem, mas perdeu uma clara vitória no 35.º movimento, continuando a se arriscar e por fim perdendo o jogo e empatando a disputa.

#### Desafios recusados

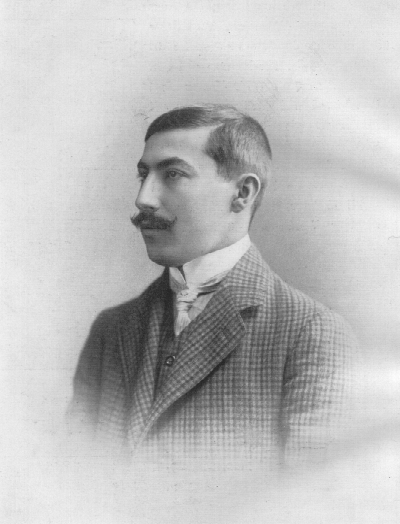
Akiba Rubinstein desafiou Lasker pelo título em 1912.

Em 1911 Lasker foi desafiado pelo título mundial por Capablanca, entretanto se recusou a jogar no tradicional formato “melhor de dez jogos” nas condições semitropicais de Havana, especialmente com os empates se tornando mais frequentes, o que poderia fazer o confronto durar mais tempo. Ele fez então uma contraproposta: se nenhum dos jogadores tivesse uma vantagem de dois pontos no final da partida, o confronto seria considerado empatado; a partida seria limitada a um total de trinta jogos, contando empates; exceto se um dos jogadores vencesse seis jogos e liderasse por dois pontos antes dos trinta jogos forem completados, este seria considerado vencedor; o campeão decidiria o local e os prêmios, e deveria ter o direito exclusivo de publicar seus jogos; o desafiante deveria depositar um penhor de $ 2 000 dólares (o equivalente a mais de US$ 194 000 em valores atuais); o tempo limite deveria ser vinte movimentos por hora; as partidas deveriam ser limitadas a duas sessões de duas horas e meia por dia, cinco dias por semana. Capablanca rejeitou o tempo limite, o tempo curto para os jogos, os trinta jogos estipulados, e especialmente a vantagem de dois jogos para vencer o título, que considerava ser injusta. Lasker ficou ofendido com os termos de Capablanca que havia criticado a vantagem de dois pontos e rompeu com as negociações, e até 1914 Lasker e Capablanca não conversaram sobre os termos. Entretanto, durante o Torneio de xadrez de São Petersburgo de 1914, Capablanca propôs um conjunto de regras para a condição das partidas de disputa pelo Campeonato Mundial, que foram aceitas pelos principais jogadores incluindo Lasker.
Posteriormente em 1912 Lasker iniciou as negociações pelo título mundial contra Akiba Rubinstein, cujos recordes em torneios anteriores haviam sido semelhantes ao de Lasker e um pouco melhores que os de Capablanca. Os dois jogadores concordaram com os termos da partida desde que Rubinstein pudesse arrecadar os fundos, entretanto este tinha poucos amigos ricos que pudessem apoiá-lo financeiramente e a partida nunca aconteceu. O início da Primeira Guerra Mundial pôs fim a esperança de Lasker enfrentar tanto Rubinstein quanto Capablanca pelo Campeonato Mundial num futuro próximo.
Ao longo da Primeira Guerra (1914-1918) Lasker participou de apenas dois eventos sérios no xadrez. Venceu convincentemente (5½−½) uma disputa contra Tarrasch em 1916 e em setembro de 1918, pouco antes do Armistício de Compiègne, venceu Berlim (1918) meio ponto a frente de Rubinstein.

### Atividades acadêmicas de 1894 a 1918

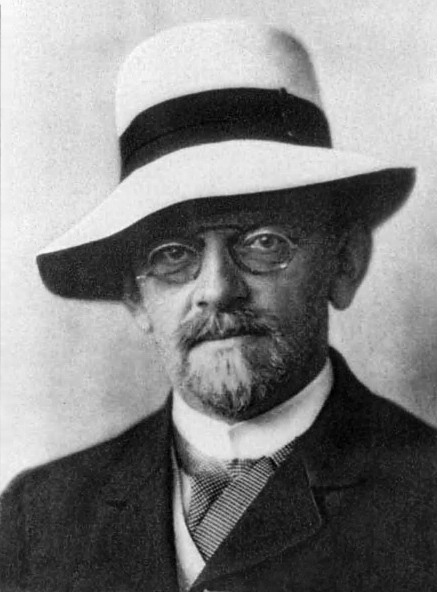
David Hilbert encorajou Lasker a obter seu Doutorado em matemática.

Apesar de seus resultados em torneios, o xadrez não era o único interesse de Lasker. Seus pais reconheceram seu talento intelectual, especialmente para a matemática, e o enviaram para estudar em Berlim. Lasker obteve seu abitur (equivalente ao ensino secundário) na cidade de Landsberg an der Warthe, atualmente uma cidade polonesa chamada Gorzów Wielkopolski mas na época parte do Reino da Prússia. Posteriormente estudou matemática e filosofia nas universidades de Berlim, Göttingen e Heidelberg. Em 1895, publicou dois artigos de matemática na Nature. Aconselhado por David Hilbert, se registrou para o seu doutorado em Erlangen entre 1900–1902. Em 1901 apresentou sua tese Über Reihen auf der Convergenzgrenze ("Série de limites de convergência") em Erlangen e no mesmo ano a publicou pela Royal Society, sendo outorgado doutor em matemática em 1902. Seu artigo mais importante, publicado em 1905, continha o teorema Lasker–Noether do qual Emmy Noether desenvolveu uma forma mais generalizada, que atualmente é considerada como de fundamental importância para a álgebra moderna e geometria algébrica.
Lasker lecionou por um curto período na Universidade de Tulane em Nova Orleans (1893) e na Universidade Victoria em Manchester (1901; A Universidade Victoria foi um dos "pais" da atual Universidade de Manchester. Entretanto, não conseguiu uma cadeira para lecionar por um longo período portanto seguiu seus interesses acadêmicos de forma independente.
Em 1906 publicou um livro intitulado Kampf (Esforço), em que tentou criar uma teoria geral para todas as atividades competitivas, incluindo xadrez, negócios e a guerra. Ele publicou também dois outros livros que são normalmente categorizados como de filosofia, Das Begreifen der Welt (Compreendendo o Mundo; 1913) e Die Philosophie des Unvollendbar (A Filosofia do Inatingível; 1918).

### Outras atividades de 1894 a 1918
|   | a | b | c | d | e | f | g | h |   |
| 8 | a8 preto torre · b8 preto cavalo · c8 preto bispo · d8 preto rainha · e8 preto rei · h8 preto torre · a7 preto peão · b7 preto peão · c7 preto peão · f7 preto peão · h7 preto peão · d6 preto bispo · f6 preto cavalo · d5 branco peão · e5 branco cavalo · c4 branco bispo · f4 preto peão · g4 preto peão · h4 branco peão · a2 branco peão · b2 branco peão · c2 branco peão · d2 branco peão · g2 branco peão · a1 branco torre · b1 branco cavalo · c1 branco bispo · d1 branco rainha · f1 branco torre · g1 branco rei | a8 preto torre · b8 preto cavalo · c8 preto bispo · d8 preto rainha · e8 preto rei · h8 preto torre · a7 preto peão · b7 preto peão · c7 preto peão · f7 preto peão · h7 preto peão · d6 preto bispo · f6 preto cavalo · d5 branco peão · e5 branco cavalo · c4 branco bispo · f4 preto peão · g4 preto peão · h4 branco peão · a2 branco peão · b2 branco peão · c2 branco peão · d2 branco peão · g2 branco peão · a1 branco torre · b1 branco cavalo · c1 branco bispo · d1 branco rainha · f1 branco torre · g1 branco rei | a8 preto torre · b8 preto cavalo · c8 preto bispo · d8 preto rainha · e8 preto rei · h8 preto torre · a7 preto peão · b7 preto peão · c7 preto peão · f7 preto peão · h7 preto peão · d6 preto bispo · f6 preto cavalo · d5 branco peão · e5 branco cavalo · c4 branco bispo · f4 preto peão · g4 preto peão · h4 branco peão · a2 branco peão · b2 branco peão · c2 branco peão · d2 branco peão · g2 branco peão · a1 branco torre · b1 branco cavalo · c1 branco bispo · d1 branco rainha · f1 branco torre · g1 branco rei | a8 preto torre · b8 preto cavalo · c8 preto bispo · d8 preto rainha · e8 preto rei · h8 preto torre · a7 preto peão · b7 preto peão · c7 preto peão · f7 preto peão · h7 preto peão · d6 preto bispo · f6 preto cavalo · d5 branco peão · e5 branco cavalo · c4 branco bispo · f4 preto peão · g4 preto peão · h4 branco peão · a2 branco peão · b2 branco peão · c2 branco peão · d2 branco peão · g2 branco peão · a1 branco torre · b1 branco cavalo · c1 branco bispo · d1 branco rainha · f1 branco torre · g1 branco rei | a8 preto torre · b8 preto cavalo · c8 preto bispo · d8 preto rainha · e8 preto rei · h8 preto torre · a7 preto peão · b7 preto peão · c7 preto peão · f7 preto peão · h7 preto peão · d6 preto bispo · f6 preto cavalo · d5 branco peão · e5 branco cavalo · c4 branco bispo · f4 preto peão · g4 preto peão · h4 branco peão · a2 branco peão · b2 branco peão · c2 branco peão · d2 branco peão · g2 branco peão · a1 branco torre · b1 branco cavalo · c1 branco bispo · d1 branco rainha · f1 branco torre · g1 branco rei | a8 preto torre · b8 preto cavalo · c8 preto bispo · d8 preto rainha · e8 preto rei · h8 preto torre · a7 preto peão · b7 preto peão · c7 preto peão · f7 preto peão · h7 preto peão · d6 preto bispo · f6 preto cavalo · d5 branco peão · e5 branco cavalo · c4 branco bispo · f4 preto peão · g4 preto peão · h4 branco peão · a2 branco peão · b2 branco peão · c2 branco peão · d2 branco peão · g2 branco peão · a1 branco torre · b1 branco cavalo · c1 branco bispo · d1 branco rainha · f1 branco torre · g1 branco rei | a8 preto torre · b8 preto cavalo · c8 preto bispo · d8 preto rainha · e8 preto rei · h8 preto torre · a7 preto peão · b7 preto peão · c7 preto peão · f7 preto peão · h7 preto peão · d6 preto bispo · f6 preto cavalo · d5 branco peão · e5 branco cavalo · c4 branco bispo · f4 preto peão · g4 preto peão · h4 branco peão · a2 branco peão · b2 branco peão · c2 branco peão · d2 branco peão · g2 branco peão · a1 branco torre · b1 branco cavalo · c1 branco bispo · d1 branco rainha · f1 branco torre · g1 branco rei | a8 preto torre · b8 preto cavalo · c8 preto bispo · d8 preto rainha · e8 preto rei · h8 preto torre · a7 preto peão · b7 preto peão · c7 preto peão · f7 preto peão · h7 preto peão · d6 preto bispo · f6 preto cavalo · d5 branco peão · e5 branco cavalo · c4 branco bispo · f4 preto peão · g4 preto peão · h4 branco peão · a2 branco peão · b2 branco peão · c2 branco peão · d2 branco peão · g2 branco peão · a1 branco torre · b1 branco cavalo · c1 branco bispo · d1 branco rainha · f1 branco torre · g1 branco rei | 8 |
| 7 | a8 preto torre · b8 preto cavalo · c8 preto bispo · d8 preto rainha · e8 preto rei · h8 preto torre · a7 preto peão · b7 preto peão · c7 preto peão · f7 preto peão · h7 preto peão · d6 preto bispo · f6 preto cavalo · d5 branco peão · e5 branco cavalo · c4 branco bispo · f4 preto peão · g4 preto peão · h4 branco peão · a2 branco peão · b2 branco peão · c2 branco peão · d2 branco peão · g2 branco peão · a1 branco torre · b1 branco cavalo · c1 branco bispo · d1 branco rainha · f1 branco torre · g1 branco rei | a8 preto torre · b8 preto cavalo · c8 preto bispo · d8 preto rainha · e8 preto rei · h8 preto torre · a7 preto peão · b7 preto peão · c7 preto peão · f7 preto peão · h7 preto peão · d6 preto bispo · f6 preto cavalo · d5 branco peão · e5 branco cavalo · c4 branco bispo · f4 preto peão · g4 preto peão · h4 branco peão · a2 branco peão · b2 branco peão · c2 branco peão · d2 branco peão · g2 branco peão · a1 branco torre · b1 branco cavalo · c1 branco bispo · d1 branco rainha · f1 branco torre · g1 branco rei | a8 preto torre · b8 preto cavalo · c8 preto bispo · d8 preto rainha · e8 preto rei · h8 preto torre · a7 preto peão · b7 preto peão · c7 preto peão · f7 preto peão · h7 preto peão · d6 preto bispo · f6 preto cavalo · d5 branco peão · e5 branco cavalo · c4 branco bispo · f4 preto peão · g4 preto peão · h4 branco peão · a2 branco peão · b2 branco peão · c2 branco peão · d2 branco peão · g2 branco peão · a1 branco torre · b1 branco cavalo · c1 branco bispo · d1 branco rainha · f1 branco torre · g1 branco rei | a8 preto torre · b8 preto cavalo · c8 preto bispo · d8 preto rainha · e8 preto rei · h8 preto torre · a7 preto peão · b7 preto peão · c7 preto peão · f7 preto peão · h7 preto peão · d6 preto bispo · f6 preto cavalo · d5 branco peão · e5 branco cavalo · c4 branco bispo · f4 preto peão · g4 preto peão · h4 branco peão · a2 branco peão · b2 branco peão · c2 branco peão · d2 branco peão · g2 branco peão · a1 branco torre · b1 branco cavalo · c1 branco bispo · d1 branco rainha · f1 branco torre · g1 branco rei | a8 preto torre · b8 preto cavalo · c8 preto bispo · d8 preto rainha · e8 preto rei · h8 preto torre · a7 preto peão · b7 preto peão · c7 preto peão · f7 preto peão · h7 preto peão · d6 preto bispo · f6 preto cavalo · d5 branco peão · e5 branco cavalo · c4 branco bispo · f4 preto peão · g4 preto peão · h4 branco peão · a2 branco peão · b2 branco peão · c2 branco peão · d2 branco peão · g2 branco peão · a1 branco torre · b1 branco cavalo · c1 branco bispo · d1 branco rainha · f1 branco torre · g1 branco rei | a8 preto torre · b8 preto cavalo · c8 preto bispo · d8 preto rainha · e8 preto rei · h8 preto torre · a7 preto peão · b7 preto peão · c7 preto peão · f7 preto peão · h7 preto peão · d6 preto bispo · f6 preto cavalo · d5 branco peão · e5 branco cavalo · c4 branco bispo · f4 preto peão · g4 preto peão · h4 branco peão · a2 branco peão · b2 branco peão · c2 branco peão · d2 branco peão · g2 branco peão · a1 branco torre · b1 branco cavalo · c1 branco bispo · d1 branco rainha · f1 branco torre · g1 branco rei | a8 preto torre · b8 preto cavalo · c8 preto bispo · d8 preto rainha · e8 preto rei · h8 preto torre · a7 preto peão · b7 preto peão · c7 preto peão · f7 preto peão · h7 preto peão · d6 preto bispo · f6 preto cavalo · d5 branco peão · e5 branco cavalo · c4 branco bispo · f4 preto peão · g4 preto peão · h4 branco peão · a2 branco peão · b2 branco peão · c2 branco peão · d2 branco peão · g2 branco peão · a1 branco torre · b1 branco cavalo · c1 branco bispo · d1 branco rainha · f1 branco torre · g1 branco rei | a8 preto torre · b8 preto cavalo · c8 preto bispo · d8 preto rainha · e8 preto rei · h8 preto torre · a7 preto peão · b7 preto peão · c7 preto peão · f7 preto peão · h7 preto peão · d6 preto bispo · f6 preto cavalo · d5 branco peão · e5 branco cavalo · c4 branco bispo · f4 preto peão · g4 preto peão · h4 branco peão · a2 branco peão · b2 branco peão · c2 branco peão · d2 branco peão · g2 branco peão · a1 branco torre · b1 branco cavalo · c1 branco bispo · d1 branco rainha · f1 branco torre · g1 branco rei | 7 |
| 6 | a8 preto torre · b8 preto cavalo · c8 preto bispo · d8 preto rainha · e8 preto rei · h8 preto torre · a7 preto peão · b7 preto peão · c7 preto peão · f7 preto peão · h7 preto peão · d6 preto bispo · f6 preto cavalo · d5 branco peão · e5 branco cavalo · c4 branco bispo · f4 preto peão · g4 preto peão · h4 branco peão · a2 branco peão · b2 branco peão · c2 branco peão · d2 branco peão · g2 branco peão · a1 branco torre · b1 branco cavalo · c1 branco bispo · d1 branco rainha · f1 branco torre · g1 branco rei | a8 preto torre · b8 preto cavalo · c8 preto bispo · d8 preto rainha · e8 preto rei · h8 preto torre · a7 preto peão · b7 preto peão · c7 preto peão · f7 preto peão · h7 preto peão · d6 preto bispo · f6 preto cavalo · d5 branco peão · e5 branco cavalo · c4 branco bispo · f4 preto peão · g4 preto peão · h4 branco peão · a2 branco peão · b2 branco peão · c2 branco peão · d2 branco peão · g2 branco peão · a1 branco torre · b1 branco cavalo · c1 branco bispo · d1 branco rainha · f1 branco torre · g1 branco rei | a8 preto torre · b8 preto cavalo · c8 preto bispo · d8 preto rainha · e8 preto rei · h8 preto torre · a7 preto peão · b7 preto peão · c7 preto peão · f7 preto peão · h7 preto peão · d6 preto bispo · f6 preto cavalo · d5 branco peão · e5 branco cavalo · c4 branco bispo · f4 preto peão · g4 preto peão · h4 branco peão · a2 branco peão · b2 branco peão · c2 branco peão · d2 branco peão · g2 branco peão · a1 branco torre · b1 branco cavalo · c1 branco bispo · d1 branco rainha · f1 branco torre · g1 branco rei | a8 preto torre · b8 preto cavalo · c8 preto bispo · d8 preto rainha · e8 preto rei · h8 preto torre · a7 preto peão · b7 preto peão · c7 preto peão · f7 preto peão · h7 preto peão · d6 preto bispo · f6 preto cavalo · d5 branco peão · e5 branco cavalo · c4 branco bispo · f4 preto peão · g4 preto peão · h4 branco peão · a2 branco peão · b2 branco peão · c2 branco peão · d2 branco peão · g2 branco peão · a1 branco torre · b1 branco cavalo · c1 branco bispo · d1 branco rainha · f1 branco torre · g1 branco rei | a8 preto torre · b8 preto cavalo · c8 preto bispo · d8 preto rainha · e8 preto rei · h8 preto torre · a7 preto peão · b7 preto peão · c7 preto peão · f7 preto peão · h7 preto peão · d6 preto bispo · f6 preto cavalo · d5 branco peão · e5 branco cavalo · c4 branco bispo · f4 preto peão · g4 preto peão · h4 branco peão · a2 branco peão · b2 branco peão · c2 branco peão · d2 branco peão · g2 branco peão · a1 branco torre · b1 branco cavalo · c1 branco bispo · d1 branco rainha · f1 branco torre · g1 branco rei | a8 preto torre · b8 preto cavalo · c8 preto bispo · d8 preto rainha · e8 preto rei · h8 preto torre · a7 preto peão · b7 preto peão · c7 preto peão · f7 preto peão · h7 preto peão · d6 preto bispo · f6 preto cavalo · d5 branco peão · e5 branco cavalo · c4 branco bispo · f4 preto peão · g4 preto peão · h4 branco peão · a2 branco peão · b2 branco peão · c2 branco peão · d2 branco peão · g2 branco peão · a1 branco torre · b1 branco cavalo · c1 branco bispo · d1 branco rainha · f1 branco torre · g1 branco rei | a8 preto torre · b8 preto cavalo · c8 preto bispo · d8 preto rainha · e8 preto rei · h8 preto torre · a7 preto peão · b7 preto peão · c7 preto peão · f7 preto peão · h7 preto peão · d6 preto bispo · f6 preto cavalo · d5 branco peão · e5 branco cavalo · c4 branco bispo · f4 preto peão · g4 preto peão · h4 branco peão · a2 branco peão · b2 branco peão · c2 branco peão · d2 branco peão · g2 branco peão · a1 branco torre · b1 branco cavalo · c1 branco bispo · d1 branco rainha · f1 branco torre · g1 branco rei | a8 preto torre · b8 preto cavalo · c8 preto bispo · d8 preto rainha · e8 preto rei · h8 preto torre · a7 preto peão · b7 preto peão · c7 preto peão · f7 preto peão · h7 preto peão · d6 preto bispo · f6 preto cavalo · d5 branco peão · e5 branco cavalo · c4 branco bispo · f4 preto peão · g4 preto peão · h4 branco peão · a2 branco peão · b2 branco peão · c2 branco peão · d2 branco peão · g2 branco peão · a1 branco torre · b1 branco cavalo · c1 branco bispo · d1 branco rainha · f1 branco torre · g1 branco rei | 6 |
| 5 | a8 preto torre · b8 preto cavalo · c8 preto bispo · d8 preto rainha · e8 preto rei · h8 preto torre · a7 preto peão · b7 preto peão · c7 preto peão · f7 preto peão · h7 preto peão · d6 preto bispo · f6 preto cavalo · d5 branco peão · e5 branco cavalo · c4 branco bispo · f4 preto peão · g4 preto peão · h4 branco peão · a2 branco peão · b2 branco peão · c2 branco peão · d2 branco peão · g2 branco peão · a1 branco torre · b1 branco cavalo · c1 branco bispo · d1 branco rainha · f1 branco torre · g1 branco rei | a8 preto torre · b8 preto cavalo · c8 preto bispo · d8 preto rainha · e8 preto rei · h8 preto torre · a7 preto peão · b7 preto peão · c7 preto peão · f7 preto peão · h7 preto peão · d6 preto bispo · f6 preto cavalo · d5 branco peão · e5 branco cavalo · c4 branco bispo · f4 preto peão · g4 preto peão · h4 branco peão · a2 branco peão · b2 branco peão · c2 branco peão · d2 branco peão · g2 branco peão · a1 branco torre · b1 branco cavalo · c1 branco bispo · d1 branco rainha · f1 branco torre · g1 branco rei | a8 preto torre · b8 preto cavalo · c8 preto bispo · d8 preto rainha · e8 preto rei · h8 preto torre · a7 preto peão · b7 preto peão · c7 preto peão · f7 preto peão · h7 preto peão · d6 preto bispo · f6 preto cavalo · d5 branco peão · e5 branco cavalo · c4 branco bispo · f4 preto peão · g4 preto peão · h4 branco peão · a2 branco peão · b2 branco peão · c2 branco peão · d2 branco peão · g2 branco peão · a1 branco torre · b1 branco cavalo · c1 branco bispo · d1 branco rainha · f1 branco torre · g1 branco rei | a8 preto torre · b8 preto cavalo · c8 preto bispo · d8 preto rainha · e8 preto rei · h8 preto torre · a7 preto peão · b7 preto peão · c7 preto peão · f7 preto peão · h7 preto peão · d6 preto bispo · f6 preto cavalo · d5 branco peão · e5 branco cavalo · c4 branco bispo · f4 preto peão · g4 preto peão · h4 branco peão · a2 branco peão · b2 branco peão · c2 branco peão · d2 branco peão · g2 branco peão · a1 branco torre · b1 branco cavalo · c1 branco bispo · d1 branco rainha · f1 branco torre · g1 branco rei | a8 preto torre · b8 preto cavalo · c8 preto bispo · d8 preto rainha · e8 preto rei · h8 preto torre · a7 preto peão · b7 preto peão · c7 preto peão · f7 preto peão · h7 preto peão · d6 preto bispo · f6 preto cavalo · d5 branco peão · e5 branco cavalo · c4 branco bispo · f4 preto peão · g4 preto peão · h4 branco peão · a2 branco peão · b2 branco peão · c2 branco peão · d2 branco peão · g2 branco peão · a1 branco torre · b1 branco cavalo · c1 branco bispo · d1 branco rainha · f1 branco torre · g1 branco rei | a8 preto torre · b8 preto cavalo · c8 preto bispo · d8 preto rainha · e8 preto rei · h8 preto torre · a7 preto peão · b7 preto peão · c7 preto peão · f7 preto peão · h7 preto peão · d6 preto bispo · f6 preto cavalo · d5 branco peão · e5 branco cavalo · c4 branco bispo · f4 preto peão · g4 preto peão · h4 branco peão · a2 branco peão · b2 branco peão · c2 branco peão · d2 branco peão · g2 branco peão · a1 branco torre · b1 branco cavalo · c1 branco bispo · d1 branco rainha · f1 branco torre · g1 branco rei | a8 preto torre · b8 preto cavalo · c8 preto bispo · d8 preto rainha · e8 preto rei · h8 preto torre · a7 preto peão · b7 preto peão · c7 preto peão · f7 preto peão · h7 preto peão · d6 preto bispo · f6 preto cavalo · d5 branco peão · e5 branco cavalo · c4 branco bispo · f4 preto peão · g4 preto peão · h4 branco peão · a2 branco peão · b2 branco peão · c2 branco peão · d2 branco peão · g2 branco peão · a1 branco torre · b1 branco cavalo · c1 branco bispo · d1 branco rainha · f1 branco torre · g1 branco rei | a8 preto torre · b8 preto cavalo · c8 preto bispo · d8 preto rainha · e8 preto rei · h8 preto torre · a7 preto peão · b7 preto peão · c7 preto peão · f7 preto peão · h7 preto peão · d6 preto bispo · f6 preto cavalo · d5 branco peão · e5 branco cavalo · c4 branco bispo · f4 preto peão · g4 preto peão · h4 branco peão · a2 branco peão · b2 branco peão · c2 branco peão · d2 branco peão · g2 branco peão · a1 branco torre · b1 branco cavalo · c1 branco bispo · d1 branco rainha · f1 branco torre · g1 branco rei | 5 |
| 4 | a8 preto torre · b8 preto cavalo · c8 preto bispo · d8 preto rainha · e8 preto rei · h8 preto torre · a7 preto peão · b7 preto peão · c7 preto peão · f7 preto peão · h7 preto peão · d6 preto bispo · f6 preto cavalo · d5 branco peão · e5 branco cavalo · c4 branco bispo · f4 preto peão · g4 preto peão · h4 branco peão · a2 branco peão · b2 branco peão · c2 branco peão · d2 branco peão · g2 branco peão · a1 branco torre · b1 branco cavalo · c1 branco bispo · d1 branco rainha · f1 branco torre · g1 branco rei | a8 preto torre · b8 preto cavalo · c8 preto bispo · d8 preto rainha · e8 preto rei · h8 preto torre · a7 preto peão · b7 preto peão · c7 preto peão · f7 preto peão · h7 preto peão · d6 preto bispo · f6 preto cavalo · d5 branco peão · e5 branco cavalo · c4 branco bispo · f4 preto peão · g4 preto peão · h4 branco peão · a2 branco peão · b2 branco peão · c2 branco peão · d2 branco peão · g2 branco peão · a1 branco torre · b1 branco cavalo · c1 branco bispo · d1 branco rainha · f1 branco torre · g1 branco rei | a8 preto torre · b8 preto cavalo · c8 preto bispo · d8 preto rainha · e8 preto rei · h8 preto torre · a7 preto peão · b7 preto peão · c7 preto peão · f7 preto peão · h7 preto peão · d6 preto bispo · f6 preto cavalo · d5 branco peão · e5 branco cavalo · c4 branco bispo · f4 preto peão · g4 preto peão · h4 branco peão · a2 branco peão · b2 branco peão · c2 branco peão · d2 branco peão · g2 branco peão · a1 branco torre · b1 branco cavalo · c1 branco bispo · d1 branco rainha · f1 branco torre · g1 branco rei | a8 preto torre · b8 preto cavalo · c8 preto bispo · d8 preto rainha · e8 preto rei · h8 preto torre · a7 preto peão · b7 preto peão · c7 preto peão · f7 preto peão · h7 preto peão · d6 preto bispo · f6 preto cavalo · d5 branco peão · e5 branco cavalo · c4 branco bispo · f4 preto peão · g4 preto peão · h4 branco peão · a2 branco peão · b2 branco peão · c2 branco peão · d2 branco peão · g2 branco peão · a1 branco torre · b1 branco cavalo · c1 branco bispo · d1 branco rainha · f1 branco torre · g1 branco rei | a8 preto torre · b8 preto cavalo · c8 preto bispo · d8 preto rainha · e8 preto rei · h8 preto torre · a7 preto peão · b7 preto peão · c7 preto peão · f7 preto peão · h7 preto peão · d6 preto bispo · f6 preto cavalo · d5 branco peão · e5 branco cavalo · c4 branco bispo · f4 preto peão · g4 preto peão · h4 branco peão · a2 branco peão · b2 branco peão · c2 branco peão · d2 branco peão · g2 branco peão · a1 branco torre · b1 branco cavalo · c1 branco bispo · d1 branco rainha · f1 branco torre · g1 branco rei | a8 preto torre · b8 preto cavalo · c8 preto bispo · d8 preto rainha · e8 preto rei · h8 preto torre · a7 preto peão · b7 preto peão · c7 preto peão · f7 preto peão · h7 preto peão · d6 preto bispo · f6 preto cavalo · d5 branco peão · e5 branco cavalo · c4 branco bispo · f4 preto peão · g4 preto peão · h4 branco peão · a2 branco peão · b2 branco peão · c2 branco peão · d2 branco peão · g2 branco peão · a1 branco torre · b1 branco cavalo · c1 branco bispo · d1 branco rainha · f1 branco torre · g1 branco rei | a8 preto torre · b8 preto cavalo · c8 preto bispo · d8 preto rainha · e8 preto rei · h8 preto torre · a7 preto peão · b7 preto peão · c7 preto peão · f7 preto peão · h7 preto peão · d6 preto bispo · f6 preto cavalo · d5 branco peão · e5 branco cavalo · c4 branco bispo · f4 preto peão · g4 preto peão · h4 branco peão · a2 branco peão · b2 branco peão · c2 branco peão · d2 branco peão · g2 branco peão · a1 branco torre · b1 branco cavalo · c1 branco bispo · d1 branco rainha · f1 branco torre · g1 branco rei | a8 preto torre · b8 preto cavalo · c8 preto bispo · d8 preto rainha · e8 preto rei · h8 preto torre · a7 preto peão · b7 preto peão · c7 preto peão · f7 preto peão · h7 preto peão · d6 preto bispo · f6 preto cavalo · d5 branco peão · e5 branco cavalo · c4 branco bispo · f4 preto peão · g4 preto peão · h4 branco peão · a2 branco peão · b2 branco peão · c2 branco peão · d2 branco peão · g2 branco peão · a1 branco torre · b1 branco cavalo · c1 branco bispo · d1 branco rainha · f1 branco torre · g1 branco rei | 4 |
| 3 | a8 preto torre · b8 preto cavalo · c8 preto bispo · d8 preto rainha · e8 preto rei · h8 preto torre · a7 preto peão · b7 preto peão · c7 preto peão · f7 preto peão · h7 preto peão · d6 preto bispo · f6 preto cavalo · d5 branco peão · e5 branco cavalo · c4 branco bispo · f4 preto peão · g4 preto peão · h4 branco peão · a2 branco peão · b2 branco peão · c2 branco peão · d2 branco peão · g2 branco peão · a1 branco torre · b1 branco cavalo · c1 branco bispo · d1 branco rainha · f1 branco torre · g1 branco rei | a8 preto torre · b8 preto cavalo · c8 preto bispo · d8 preto rainha · e8 preto rei · h8 preto torre · a7 preto peão · b7 preto peão · c7 preto peão · f7 preto peão · h7 preto peão · d6 preto bispo · f6 preto cavalo · d5 branco peão · e5 branco cavalo · c4 branco bispo · f4 preto peão · g4 preto peão · h4 branco peão · a2 branco peão · b2 branco peão · c2 branco peão · d2 branco peão · g2 branco peão · a1 branco torre · b1 branco cavalo · c1 branco bispo · d1 branco rainha · f1 branco torre · g1 branco rei | a8 preto torre · b8 preto cavalo · c8 preto bispo · d8 preto rainha · e8 preto rei · h8 preto torre · a7 preto peão · b7 preto peão · c7 preto peão · f7 preto peão · h7 preto peão · d6 preto bispo · f6 preto cavalo · d5 branco peão · e5 branco cavalo · c4 branco bispo · f4 preto peão · g4 preto peão · h4 branco peão · a2 branco peão · b2 branco peão · c2 branco peão · d2 branco peão · g2 branco peão · a1 branco torre · b1 branco cavalo · c1 branco bispo · d1 branco rainha · f1 branco torre · g1 branco rei | a8 preto torre · b8 preto cavalo · c8 preto bispo · d8 preto rainha · e8 preto rei · h8 preto torre · a7 preto peão · b7 preto peão · c7 preto peão · f7 preto peão · h7 preto peão · d6 preto bispo · f6 preto cavalo · d5 branco peão · e5 branco cavalo · c4 branco bispo · f4 preto peão · g4 preto peão · h4 branco peão · a2 branco peão · b2 branco peão · c2 branco peão · d2 branco peão · g2 branco peão · a1 branco torre · b1 branco cavalo · c1 branco bispo · d1 branco rainha · f1 branco torre · g1 branco rei | a8 preto torre · b8 preto cavalo · c8 preto bispo · d8 preto rainha · e8 preto rei · h8 preto torre · a7 preto peão · b7 preto peão · c7 preto peão · f7 preto peão · h7 preto peão · d6 preto bispo · f6 preto cavalo · d5 branco peão · e5 branco cavalo · c4 branco bispo · f4 preto peão · g4 preto peão · h4 branco peão · a2 branco peão · b2 branco peão · c2 branco peão · d2 branco peão · g2 branco peão · a1 branco torre · b1 branco cavalo · c1 branco bispo · d1 branco rainha · f1 branco torre · g1 branco rei | a8 preto torre · b8 preto cavalo · c8 preto bispo · d8 preto rainha · e8 preto rei · h8 preto torre · a7 preto peão · b7 preto peão · c7 preto peão · f7 preto peão · h7 preto peão · d6 preto bispo · f6 preto cavalo · d5 branco peão · e5 branco cavalo · c4 branco bispo · f4 preto peão · g4 preto peão · h4 branco peão · a2 branco peão · b2 branco peão · c2 branco peão · d2 branco peão · g2 branco peão · a1 branco torre · b1 branco cavalo · c1 branco bispo · d1 branco rainha · f1 branco torre · g1 branco rei | a8 preto torre · b8 preto cavalo · c8 preto bispo · d8 preto rainha · e8 preto rei · h8 preto torre · a7 preto peão · b7 preto peão · c7 preto peão · f7 preto peão · h7 preto peão · d6 preto bispo · f6 preto cavalo · d5 branco peão · e5 branco cavalo · c4 branco bispo · f4 preto peão · g4 preto peão · h4 branco peão · a2 branco peão · b2 branco peão · c2 branco peão · d2 branco peão · g2 branco peão · a1 branco torre · b1 branco cavalo · c1 branco bispo · d1 branco rainha · f1 branco torre · g1 branco rei | a8 preto torre · b8 preto cavalo · c8 preto bispo · d8 preto rainha · e8 preto rei · h8 preto torre · a7 preto peão · b7 preto peão · c7 preto peão · f7 preto peão · h7 preto peão · d6 preto bispo · f6 preto cavalo · d5 branco peão · e5 branco cavalo · c4 branco bispo · f4 preto peão · g4 preto peão · h4 branco peão · a2 branco peão · b2 branco peão · c2 branco peão · d2 branco peão · g2 branco peão · a1 branco torre · b1 branco cavalo · c1 branco bispo · d1 branco rainha · f1 branco torre · g1 branco rei | 3 |
| 2 | a8 preto torre · b8 preto cavalo · c8 preto bispo · d8 preto rainha · e8 preto rei · h8 preto torre · a7 preto peão · b7 preto peão · c7 preto peão · f7 preto peão · h7 preto peão · d6 preto bispo · f6 preto cavalo · d5 branco peão · e5 branco cavalo · c4 branco bispo · f4 preto peão · g4 preto peão · h4 branco peão · a2 branco peão · b2 branco peão · c2 branco peão · d2 branco peão · g2 branco peão · a1 branco torre · b1 branco cavalo · c1 branco bispo · d1 branco rainha · f1 branco torre · g1 branco rei | a8 preto torre · b8 preto cavalo · c8 preto bispo · d8 preto rainha · e8 preto rei · h8 preto torre · a7 preto peão · b7 preto peão · c7 preto peão · f7 preto peão · h7 preto peão · d6 preto bispo · f6 preto cavalo · d5 branco peão · e5 branco cavalo · c4 branco bispo · f4 preto peão · g4 preto peão · h4 branco peão · a2 branco peão · b2 branco peão · c2 branco peão · d2 branco peão · g2 branco peão · a1 branco torre · b1 branco cavalo · c1 branco bispo · d1 branco rainha · f1 branco torre · g1 branco rei | a8 preto torre · b8 preto cavalo · c8 preto bispo · d8 preto rainha · e8 preto rei · h8 preto torre · a7 preto peão · b7 preto peão · c7 preto peão · f7 preto peão · h7 preto peão · d6 preto bispo · f6 preto cavalo · d5 branco peão · e5 branco cavalo · c4 branco bispo · f4 preto peão · g4 preto peão · h4 branco peão · a2 branco peão · b2 branco peão · c2 branco peão · d2 branco peão · g2 branco peão · a1 branco torre · b1 branco cavalo · c1 branco bispo · d1 branco rainha · f1 branco torre · g1 branco rei | a8 preto torre · b8 preto cavalo · c8 preto bispo · d8 preto rainha · e8 preto rei · h8 preto torre · a7 preto peão · b7 preto peão · c7 preto peão · f7 preto peão · h7 preto peão · d6 preto bispo · f6 preto cavalo · d5 branco peão · e5 branco cavalo · c4 branco bispo · f4 preto peão · g4 preto peão · h4 branco peão · a2 branco peão · b2 branco peão · c2 branco peão · d2 branco peão · g2 branco peão · a1 branco torre · b1 branco cavalo · c1 branco bispo · d1 branco rainha · f1 branco torre · g1 branco rei | a8 preto torre · b8 preto cavalo · c8 preto bispo · d8 preto rainha · e8 preto rei · h8 preto torre · a7 preto peão · b7 preto peão · c7 preto peão · f7 preto peão · h7 preto peão · d6 preto bispo · f6 preto cavalo · d5 branco peão · e5 branco cavalo · c4 branco bispo · f4 preto peão · g4 preto peão · h4 branco peão · a2 branco peão · b2 branco peão · c2 branco peão · d2 branco peão · g2 branco peão · a1 branco torre · b1 branco cavalo · c1 branco bispo · d1 branco rainha · f1 branco torre · g1 branco rei | a8 preto torre · b8 preto cavalo · c8 preto bispo · d8 preto rainha · e8 preto rei · h8 preto torre · a7 preto peão · b7 preto peão · c7 preto peão · f7 preto peão · h7 preto peão · d6 preto bispo · f6 preto cavalo · d5 branco peão · e5 branco cavalo · c4 branco bispo · f4 preto peão · g4 preto peão · h4 branco peão · a2 branco peão · b2 branco peão · c2 branco peão · d2 branco peão · g2 branco peão · a1 branco torre · b1 branco cavalo · c1 branco bispo · d1 branco rainha · f1 branco torre · g1 branco rei | a8 preto torre · b8 preto cavalo · c8 preto bispo · d8 preto rainha · e8 preto rei · h8 preto torre · a7 preto peão · b7 preto peão · c7 preto peão · f7 preto peão · h7 preto peão · d6 preto bispo · f6 preto cavalo · d5 branco peão · e5 branco cavalo · c4 branco bispo · f4 preto peão · g4 preto peão · h4 branco peão · a2 branco peão · b2 branco peão · c2 branco peão · d2 branco peão · g2 branco peão · a1 branco torre · b1 branco cavalo · c1 branco bispo · d1 branco rainha · f1 branco torre · g1 branco rei | a8 preto torre · b8 preto cavalo · c8 preto bispo · d8 preto rainha · e8 preto rei · h8 preto torre · a7 preto peão · b7 preto peão · c7 preto peão · f7 preto peão · h7 preto peão · d6 preto bispo · f6 preto cavalo · d5 branco peão · e5 branco cavalo · c4 branco bispo · f4 preto peão · g4 preto peão · h4 branco peão · a2 branco peão · b2 branco peão · c2 branco peão · d2 branco peão · g2 branco peão · a1 branco torre · b1 branco cavalo · c1 branco bispo · d1 branco rainha · f1 branco torre · g1 branco rei | 2 |
| 1 | a8 preto torre · b8 preto cavalo · c8 preto bispo · d8 preto rainha · e8 preto rei · h8 preto torre · a7 preto peão · b7 preto peão · c7 preto peão · f7 preto peão · h7 preto peão · d6 preto bispo · f6 preto cavalo · d5 branco peão · e5 branco cavalo · c4 branco bispo · f4 preto peão · g4 preto peão · h4 branco peão · a2 branco peão · b2 branco peão · c2 branco peão · d2 branco peão · g2 branco peão · a1 branco torre · b1 branco cavalo · c1 branco bispo · d1 branco rainha · f1 branco torre · g1 branco rei | a8 preto torre · b8 preto cavalo · c8 preto bispo · d8 preto rainha · e8 preto rei · h8 preto torre · a7 preto peão · b7 preto peão · c7 preto peão · f7 preto peão · h7 preto peão · d6 preto bispo · f6 preto cavalo · d5 branco peão · e5 branco cavalo · c4 branco bispo · f4 preto peão · g4 preto peão · h4 branco peão · a2 branco peão · b2 branco peão · c2 branco peão · d2 branco peão · g2 branco peão · a1 branco torre · b1 branco cavalo · c1 branco bispo · d1 branco rainha · f1 branco torre · g1 branco rei | a8 preto torre · b8 preto cavalo · c8 preto bispo · d8 preto rainha · e8 preto rei · h8 preto torre · a7 preto peão · b7 preto peão · c7 preto peão · f7 preto peão · h7 preto peão · d6 preto bispo · f6 preto cavalo · d5 branco peão · e5 branco cavalo · c4 branco bispo · f4 preto peão · g4 preto peão · h4 branco peão · a2 branco peão · b2 branco peão · c2 branco peão · d2 branco peão · g2 branco peão · a1 branco torre · b1 branco cavalo · c1 branco bispo · d1 branco rainha · f1 branco torre · g1 branco rei | a8 preto torre · b8 preto cavalo · c8 preto bispo · d8 preto rainha · e8 preto rei · h8 preto torre · a7 preto peão · b7 preto peão · c7 preto peão · f7 preto peão · h7 preto peão · d6 preto bispo · f6 preto cavalo · d5 branco peão · e5 branco cavalo · c4 branco bispo · f4 preto peão · g4 preto peão · h4 branco peão · a2 branco peão · b2 branco peão · c2 branco peão · d2 branco peão · g2 branco peão · a1 branco torre · b1 branco cavalo · c1 branco bispo · d1 branco rainha · f1 branco torre · g1 branco rei | a8 preto torre · b8 preto cavalo · c8 preto bispo · d8 preto rainha · e8 preto rei · h8 preto torre · a7 preto peão · b7 preto peão · c7 preto peão · f7 preto peão · h7 preto peão · d6 preto bispo · f6 preto cavalo · d5 branco peão · e5 branco cavalo · c4 branco bispo · f4 preto peão · g4 preto peão · h4 branco peão · a2 branco peão · b2 branco peão · c2 branco peão · d2 branco peão · g2 branco peão · a1 branco torre · b1 branco cavalo · c1 branco bispo · d1 branco rainha · f1 branco torre · g1 branco rei | a8 preto torre · b8 preto cavalo · c8 preto bispo · d8 preto rainha · e8 preto rei · h8 preto torre · a7 preto peão · b7 preto peão · c7 preto peão · f7 preto peão · h7 preto peão · d6 preto bispo · f6 preto cavalo · d5 branco peão · e5 branco cavalo · c4 branco bispo · f4 preto peão · g4 preto peão · h4 branco peão · a2 branco peão · b2 branco peão · c2 branco peão · d2 branco peão · g2 branco peão · a1 branco torre · b1 branco cavalo · c1 branco bispo · d1 branco rainha · f1 branco torre · g1 branco rei | a8 preto torre · b8 preto cavalo · c8 preto bispo · d8 preto rainha · e8 preto rei · h8 preto torre · a7 preto peão · b7 preto peão · c7 preto peão · f7 preto peão · h7 preto peão · d6 preto bispo · f6 preto cavalo · d5 branco peão · e5 branco cavalo · c4 branco bispo · f4 preto peão · g4 preto peão · h4 branco peão · a2 branco peão · b2 branco peão · c2 branco peão · d2 branco peão · g2 branco peão · a1 branco torre · b1 branco cavalo · c1 branco bispo · d1 branco rainha · f1 branco torre · g1 branco rei | a8 preto torre · b8 preto cavalo · c8 preto bispo · d8 preto rainha · e8 preto rei · h8 preto torre · a7 preto peão · b7 preto peão · c7 preto peão · f7 preto peão · h7 preto peão · d6 preto bispo · f6 preto cavalo · d5 branco peão · e5 branco cavalo · c4 branco bispo · f4 preto peão · g4 preto peão · h4 branco peão · a2 branco peão · b2 branco peão · c2 branco peão · d2 branco peão · g2 branco peão · a1 branco torre · b1 branco cavalo · c1 branco bispo · d1 branco rainha · f1 branco torre · g1 branco rei | 1 |
|   | a | b | c | d | e | f | g | h |   |

Entre 1896 e 1897 Lasker publicou seu livro Common Sense in Chess baseado em palestras que havia dado em Londres no ano de 1895.
Em 1903, Lasker jogou uma série de seis partidas contra Mikhail Chigorin em Ostend que foi patrocinado pelo empresário Isaac Rice de modo a testar o Gambito Rice. Quase perdeu a partida, e três anos mais tarde se tornou o secretário da Rice Gambit Association fundada por Rice com o objetivo de promover o gambito. No ano seguinte, Lasker mencionou com aprovação as visões de Rice na convergência do xadrez e estratégia militar.
Em novembro de 1904, fundou a Lasker's Chess Magazine que funcionou até 1909.
Por um curto período em 1906, Lasker ficou interessado pelo jogo de estratégia Go mas voltou-se novamente para o xadrez. Aprendeu a jogar Go com Edward Lasker, autor do livro Go and Go-Moku de 1934.
Aos 42 anos de idade, casou-se com Martha Cohn, uma viúva rica um ano mais velha que havia publicado histórias populares sob o pseudônimo de "L. Marco".
Durante a Primeira Guerra Mundial, Lasker investiu todas as suas economias em títulos de guerra alemães, e após o desfecho do confronto perdeu todo seu dinheiro. Durante a guerra, chegou a escrever um livro alegando que a civilização estaria em perigo se a Alemanha perdesse a guerra.

### Partida contra Capablanca
Em Janeiro de 1920, Lasker e José Raúl Capablanca assinaram um acordo para a disputa do Campeonato Mundial de Xadrez em 1921 uma vez que Capablanca não estava disponível para disputar o título naquele ano. Por causa do atraso, Lasker insistiu em uma cláusula final que o permitia disputar o título com outro desafiante em 1920, anulando o contrato com Capablanca se Lasker viesse a perder o título nesta disputa, e estipulava que, se Lasker renunciasse ao título, Capablanca seria o campeão mundial. Lasker havia incluído acordo semelhante para a disputa do título com Akiba Rubinstein antes da Primeira Guerra Mundial.
Uma reportagem da revista American Chess Bulletin (edição de Julho-Agosto de 1920) afirmou que Lasker havia renunciado ao título em favor de Capablanca porque as condições da partida não eram populares no mundo do xadrez. A revista especulou que as condições não eram tão impopulares para que Lasker renunciasse ao título, e que a preocupação real de Lasker seria de não haver suporte financeiro suficiente para justificar sua dedicação de nove meses para o confronto. Quando Lasker renunciou o título em favor de Capablanca ele não tinha ciência de que entusiastas em Havana haviam arrecadado US$ 20 000 para financiar a partida desde que fosse disputada na cidade. Quando Capablanca soube da renúncia de Lasker foi à Holanda onde Lasker vivia na época para informá-lo do apoio financeiro da partida. Em agosto de 1920 Lasker concordou em jogar em Havana, mas insistiu que era o desafiante e que Capablanca era o campeão. Capablanca assinou um acordo concordando com este ponto, e logo após publicou uma carta o confirmando. Lasker também afirmou que, caso derrotasse Capablanca, iria renunciar ao título para que jovens mestres pudessem competir por este.
As partidas foram disputadas entre Março e Abril de 1921. Após quatro empates, Lasker cometeu um erro no quinto jogo jogando com as Pretas num final em condições iguais. Capablanca então conseguiu facilmente empatar os quatro jogos seguintes, sem correr risco algum, e no décimo jogo Lasker com as Brancas conseguiu um Peão Isolado da Dama, mas não conseguiu criar as condições necessárias e Capablanca venceu no fim. O décimo primeiro e décimo quarto jogo também foram vencidos por Capablanca.
Reuben Fine e Harry Golombek atribuíram esta derrota ao fato de Lasker estar misteriosamente fora de forma. Por outro lado Vladimir Kramnik acredita que Lasker jogou muito bem e que a partida foi "uma luta fascinante e equilibrada" até Lasker cometer um erro no último jogo, e explicou que Capablanca era vinte anos mais jovem e tinha mais prática competitiva recente.

### 1921 – final da vida
Nesta época Lasker tinha quase 53 anos de idade, e não viria a disputar outro match sério; e sua única disputa neste modo foi uma curta exibição contra Frank James Marshall em 1940 o qual ele venceu. Após vencer o Torneio de xadrez de Nova Iorque de 1924 (1½ ponto a frente de Capablanca) e terminar em segundo em Moscou (1925) (1½ ponto atrás de Efim Bogoljubow e ½ ponto à frente de Capablanca), finalmente se aposentou do xadrez competitivo.

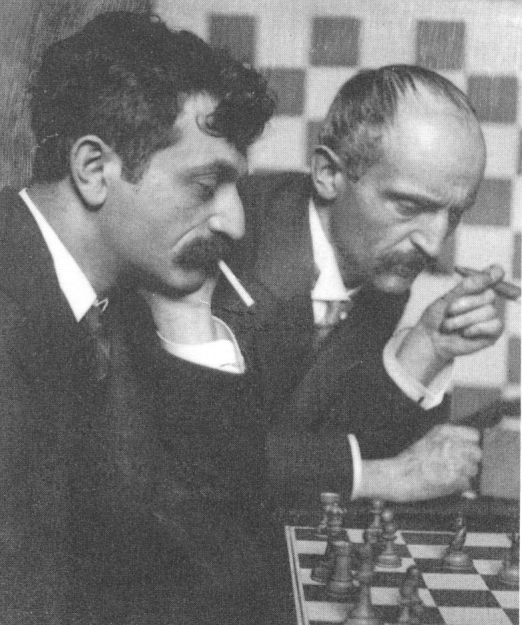
Emanuel Lasker e seu irmão Berthold Lasker em 1907.

Durante o torneio em Moscou em 1925, Lasker recebeu um telegrama informando que um drama escrito por ele e seu irmão Berthold, Vom Menschen die Geschichte ("História da humanidade"), havia sido aceito para ser realizado no teatro Lessing em Berlim. Distraído pela notícia, perdeu para Carlos Torre no mesmo dia. A peça de teatro, entretanto, não foi um sucesso.
Em 1926 escreveu Lehrbuch des Schachspiels, que viria a rescrever em inglês em 1927 como Lasker's Manual of Chess. Escreveu tambéu outros livros de jogos de habilidade mental: Encyclopedia of Games (1929) e Das verständige Kartenspiel (significa "Jogos de Cartas Sensível"; 1929; tradução para o inglês no mesmo ano), ambos onde propõe um problema de análises matemáticas de jogos de cartas; Brettspiele der Völker ("Jogos de tabuleiro das Nações"; 1931), o qual inclui 30 páginas do Go e uma seção sobre um jogo que havia inventado em 1911, Lasca; e Das Bridgespiel ("O jogo de Bridge"; 1931). Lasker se tornou um jogador de bridge experiente, representando a Alemanha em eventos internacionais no início da década de 1930, e se registrou como o professor do sistema Culbertson.
Na primavera de 1933, a Alemanha Nazista começou a campanha de discriminação e intimidação contra judeus, forçando Lasker e sua esposa Martha a abandonarem o país no mesmo ano. Após uma curta estadia na Inglaterra, em 1935 eles foram convidados a viver na URSS por Nikolai Krylenko, o Comissário de Justiça que era responsável pelos julgamentos teatrais de Moscou e entusiástico patrocinador do xadrez. Na URSS, Lasker renunciou à cidadania alemã e recebeu a soviética, fixando residência em Moscou com um posto no Instituto de Matemática de Moscou e treinador da equipe nacional.
Lasker então retornou ao xadrez competitivo para ganhar algum dinheiro, terminando em quinto em Zurique (1934) e terceiro em Moscou (1935) (invicto, ½ ponto atrás de Mikhail Botvinnik e Salo Flohr; à frente de Capablanca, Rudolf Spielmann e vários outros mestres soviéticos), sexto em Moscou (1936) e empatado em sétimo em Nottingham (1936). Sua performance em Moscou 1935 aos 66 anos de idade foi saudada como "um milagre biológico".
O Grande Expurgo promovido por Joseph Stalin começou no mesmo ano que os Lasker chegaram na URSS. Em agosto de 1937, Lasker e sua esposa decidiram deixar a União Soviética, e se mudaram para os Estados Unidos (primeiro Chicago e depois Nova Iorque) após residirem por algum tempo nos Países Baixos. Lasker tentou se sustentar dando palestras sobre xadrez e bridge e exibições, uma vez que agora ele era muito velho para competições de alto nível. Em 1940 publicou seu último livro, A comunidade do futuro, em que propõe soluções para problemas políticos sérios, incluindo o antissemitismo e o desemprego. Lasker faleceu de uma infecção no rim em 11 de janeiro de 1941 em Nova Iorque, aos 72 anos de idade, no Hospital Monte Sinai e foi enterrado no Beth Olom Cemetery no Queens,

## Avaliação

### Força e estilo
Considerava-se que Lasker tinha um método "psicológico" de jogar no qual ele considerava subjetivamente as qualidades de seu oponente, além dos objetivos requeridos na sua posição no tabuleiro. Richard Réti publicou uma extensa análise dos jogos de Lasker no qual concluiu que ele deliberadamente fazia movimentos inferiores que sabia deixar seus oponentes desconfortáveis. W. H. K. Pollock comentou, "Não é um assunto fácil responder corretamente aos movimentos ruins de Lasker".
O próprio Lasker negou que realizava movimentos ruins deliberadamente e a maioria dos escritores modernos concordam. De acordo com o GM Andrew Soltis e o IM John L. Watson, as características que o faziam jogar misteriosamente para seus contemporâneos são movimentos regulares no jogo moderno: o movimento g2-g4 contra a Defesa Siciliana; Sacrifícios para ganhar vantagem posicional; jogando movimentos "práticos" ao invés de tentar achar o melhor movimento; contra-atacando e complicando o jogo antes da desvantagem material se tornar decisiva. O ex-campeão mundial Vladimir Kramnik escreveu: "ele percebeu que diferentes tipos de vantagens são intercambiáveis: avanços táticos podiam ser convertidos em vantagens estratégicas e vice versa, o que espantou seus contemporâneos que estavam acostumados com as teorias de Steinitz codificadas por Tarrasch".
A vitória contra Capablanca no Torneio de xadrez de São Petersburgo de 1914, no qual Lasker precisava vencer para ter alguma chance de alcançar Capablanca, é algumas vezes proposta como uma evidência de sua abordagem "psicológica". Reuben Fine descreve a escolha de Lasker para a abertura, a Variação da Troca da Ruy López, como "inócua, mas potente psicologicamente". Entretanto, uma análise do uso de Lasker da abertura através de sua carreira conclui que ele tinha excelentes resultados com esta com as Brancas contra oponentes de alto nível, e algumas vezes em situações em que precisava vencer obrigatoriamente. Luděk Pachman escreveu que a escolha de Lasker presenteou o oponente com um dilema: com apenas ½ ponto a frente, Capablanca devia ter jogado com precaução; mas a estrutura de peões da Variação da Troca fornece às Brancas uma vantagem no final, e as Pretas precisam usar seu par de bispos agressivamente no meio-jogo para anular esta vantagem. Na opinião de Kramnik, o jogo de Lasker demonstrou um profundo entendimento posicional, em vez de psicológico.
Fine avaliou que Lasker dava pouca atenção às aberturas, mas Capablanca acreditava que ele as conhecia muito bem embora não concordasse com a análise contemporânea das aberturas. De fato, antes do título mundial de 1894, Lasker estudou as aberturas profundamente, especialmente as linhas favoritas de Steinitz. Na opinião de Capablanca, nenhum jogador superou Lasker na habilidade de avaliar uma posição rapidamente e com precisão, em termos de quem tem as melhores chances de vitória e qual estratégia cada lado deve adotar. Capablanca também escreveu que Lasker era tão adaptável que não tinha um estilo definido, e que podia ser tanto um teimoso defensor quanto um eficiente atacante.
Além de sua enorme habilidade para o xadrez, Lasker tinha um excelente temperamento competitivo: seu principal rival Siegbert Tarrasch disse certa vez, "Lasker ocasionalmente perde uma partida, mas nunca perde a cabeça". Gostava da necessidade de adaptar para variar estilos em torneios. Embora fosse muito bom em matches, era melhor ainda em torneios. Por quase vinte anos, terminou à frente do jovem Capablanca: em São Petersburgo 1914, Nova Iorque 1924, Moscou 1925 e 1935. Somente em 1936 (15 anos após ter perdido o título para Capablanca), quando tinha 67 anos de idade, que Capablanca conseguiu terminar uma competição a sua frente.
Em 1964, a revista Chessworld publicou um artigo no qual o futuro campeão mundial Bobby Fischer listou os dez maiores jogadores na história. Fisher não incluiu Lasker na lista, ridicularizando-o como um "jogador de cafeteria que não sabe aberturas e não entende o xadrez posicional". Em uma lista dos principais jogadores do mundo feita pouco tempo depois da lista de Fischer, Tal, Korchnoi e Robert Byrne disseram que Lasker era o melhor jogador que havia existido. Tanto Pal Benko quanto Byrne disseram que Fischer posteriormente reconsiderou e admitiu que Lasker era um grande jogador.
Sistemas de classificação estatísticos colocam Lasker entre os melhores jogadores de todos os tempos. O livro Warriors of the Mind o coloca em sexto, atrás de Garry Kasparov, Anatoly Karpov, Fischer, Mikhail Botvinnik e Capablanca. No livro de 1978 The Rating of Chessplayers, Past and Present, Arpad Elo fez um rating retrospectivo dos jogadores baseados na performance dos melhores cinco anos de suas carreiras. Ele concluiu que Lasker era o segundo melhor jogador da pesquisa, empatado com Botvinnik e atrás de Capablanca.

### Influência no xadrez

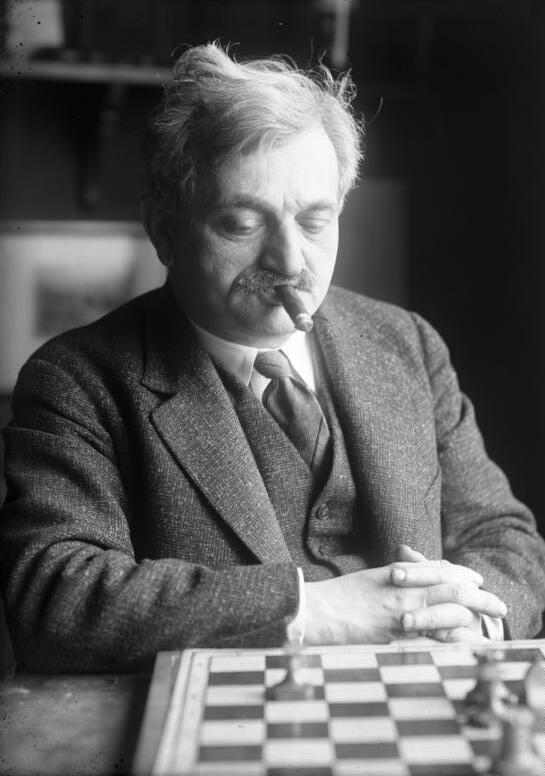
Lasker em sua casa, em 1933.

Lasker não fundou nenhuma escola de jogadores com um estilo similar. Max Euwe, campeão mundial de 1935-37 e prolífico escritor de manuais de xadrez, que teve um desempenho individual de 0-3 contra Lasker, disse, "Não é possível aprender muito dele. Podemos apenas olhar e admirar". Entretanto o pragmatismo de Lasker, uma aproximação combativa teve uma grande influência em jogadores soviéticos como Mikhail Tal e Viktor Korchnoi.
Existem várias "Variações Lasker" nas aberturas de xadrez, incluindo a Defesa Lasker para o Gambito da Dama, o Gambito Evans (que efetivamente descontinuou o uso do gambito em competições até que a linha foi revivida na década de 1990), e a Variação Lasker na Variação McCutcheon da Defesa Francesa.
Um dos jogos mais conhecidos de Lasker é Lasker – Bauer, Amsterdã 1889, no qual sacrificou o par de bispos em uma manobra repetida inúmeras vezes posteriormente. Sacrifícios similares já haviam sido feitos por Cecil Valentine De Vere e John Owen, mas estes não foram em eventos maiores e Lasker provavelmente não tinha os visto antes.
Lasker ficou chocado pela pobreza em que Wilhelm Steinitz morreu e não tinha a intenção de morrer em circunstâncias similares. Ele então se tornou famoso por demandar altas gratificações para jogar matches e torneios e argumentava que os jogadores deviam ter o direito autoral de seus jogos ao invés de deixar as editoras receberem todos os lucros. Estas demandas inicialmente enfureceram os editores e outros jogadores, mas ajudaram a pavimentar um caminho para a ascensão do profissional do xadrez em tempo integral que ganha a maioria de seus rendimentos de jogos, publicações e treinamento de terceiros. O direito autoral de partidas de xadrez tem sido contestado pelo menos desde a década de 1840, e Steinitz e Lasker vigorosamente afirmavam que os jogadores deviam receber o direito autoral e escrever cláusulas de copyright nos contratos de seus matches. Entretanto a exigência de Lasker para que os desafiantes levantassem altas quantias em comissões impediu ou atrasou alguns matches — por exemplo Frank James Marshall o desafiou em 1904 pela disputa do campeonato mundial mas não conseguiu levantar a quantia demandada por Lasker até 1907. Este problema continuou no reinado de seu sucessor Capablanca.
Algumas das condições controversas que Lasker insistia para as disputas do título mundial levaram Capablanca a tentar publicar duas vezes, em 1914 e 1922, as regras para tais disputas o qual outros jogadores de alta classe rapidamente concordaram.

## Familiares
Lasker era amigo de Albert Einstein, que escreveu a introdução de sua biografia póstuma Emanuel Lasker, The Life of a Chess Master de. Jacques Hannak (1952). No prefácio Einstein expressa a satisfação de ter encontrado Lasker, escrevendo:
| “ | Emanuel Lasker was undoubtedly one of the most interesting people I came to know in my later years. We must be thankful to those who have penned the story of his life for this and succeeding generations. For there are few men who have had a warm interest in all the great human problems and at the same time kept their personality so uniquely independent. | ” |

A poetisa Else Lasker-Schüler era sua cunhada e o MI Edward Lasker, prolífico autor da área, alegava que era um parente distante de Lasker. Ambos disputaram o Torneio de xadrez de Nova Iorque de 1924.

## Publicações

### Xadrez

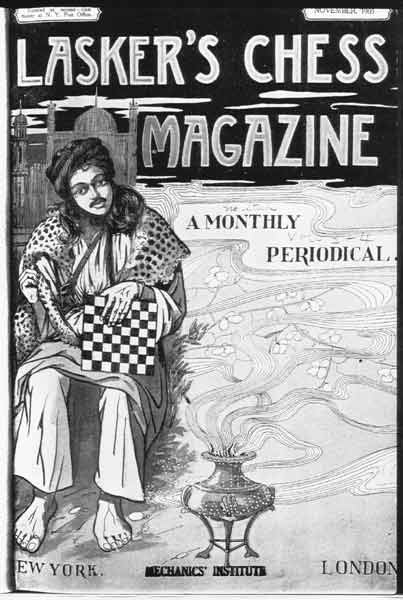
Exemplar da Lasker's Chess Magazine.

- The London Chess Fortnightly, 1892–1893.[24]
- Common Sense in Chess, 1896 (um resumo de 12 palestras proferidas para um público de Londres em 1895).
- Lasker's How to Play Chess: An Elementary Text Book for Beginners, Which Teaches Chess By a New, Easy and Comprehensive Method, 1900.
- Lasker's Chess Magazine, OCLC 5002324, 1904–1907.[25]
- The International Chess Congress, St. Petersburg, 1909, 1910.
- Lasker's Manual of Chess, 1925, é famoso na área do xadrez por seu conteúdo e tom filosófico.[127]
- Lehrbuch des Schachspiels, 1926 — Cuja versão em inglês é Lasker's Manual of Chess publicada em 1927.
- Lasker's Chess Primer, 1934.

### Matemática
- Lasker, Emanuel (agosto de 1895). «Metrical Relations of Plane Spaces of n Manifoldness». Nature. 52 (1345): 340–343. doi:10.1038/052340d0. Consultado em 31 de maio de 2008.
- Lasker, Emanuel (outubro de 1895). «About a certain Class of Curved Lines in Space of n Manifoldness». Nature. 52 (1355): 596–596. doi:10.1038/052596a0. Consultado em 31 de maio de 2008.
- Lasker, Emanuel (1901). «Über Reihen auf der Convergenzgrenze ( "On Series at Convergence Boundaries" )». Philosophical Transactions of the Royal Society of London. Series A. 196 (274–286): 431–477. Bibcode:1901RSPTA.196..431L. doi:10.1098/rsta.1901.0009 — Lasker's Ph.D. thesis.
- Lasker, E. (1905). «Zur Theorie der Moduln und Ideale». Math. Ann. 60 (1): 19–116. doi:10.1007/BF01447495

### Outros jogos
- Kampf (Struggle), 1906.[64]
- Encyclopedia of Games, 1929.[80]
- Das verständige Kartenspiel (Sensible Card Play), 1929 — Tradução para o inglês publicada no mesmo ano.[80]
- Brettspiele der Völker (Board Games of the Nations), 1931 — inclui seções sobre Go e Lasca.[128][81]
- Das Bridgespiel ("The Game of Bridge"), 1931.[82]

### Filosofia
- Das Begreifen der Welt (Comprehending the World), 1913.[58]
- Die Philosophie des Unvollendbar (The Philosophy of the Unattainable), 1918.[58]
- Vom Menschen die Geschichte ("History of Mankind"), 1925 — uma peça de teatro, co-escrita por seu irmão Berthold.[63]
- The Community of the Future, 1940.[63]

## Principais resultados em torneios[129]
| Data | Local             | Colocação | Observações                                                                                 |
| ---- | ----------------- | --------- | ------------------------------------------------------------------------------------------- |
| 1881 | Berlim            | 1         | Torneio B                                                                                   |
| 1889 | Amsterdã          | 2         |                                                                                             |
| 1889 | Breslau           | 1         |                                                                                             |
| 1890 | Graz              | 3         |                                                                                             |
| 1890 | Berlim            | 1-2       |                                                                                             |
| 1892 | Londres           | 1         |                                                                                             |
| 1893 | Nova Iorque       | 1         |                                                                                             |
| 1895 | Hastings          | 3         | Primeiro torneio de Hastings                                                                |
| 1896 | Nuremberga        | 1         | Logo após este torneio houve a partida de revanche pelo título mundial com Wilhelm Steinitz |
| 1896 | São Petersburgo   | 1         |                                                                                             |
| 1899 | Londres           | 1         |                                                                                             |
| 1900 | Paris             | 1         |                                                                                             |
| 1904 | Cambridge Springs | 2-3       | Frank Marshall venceu a competição.                                                         |
| 1906 | Trenton Falls     | 1         |                                                                                             |
| 1909 | São Petersburgo   | 1-2       |                                                                                             |
| 1914 | São Petersburgo   | 1         | Lasker terminou a primeira fase em segundo lugar, atrás de Capablanca.                      |
| 1918 | Berlim            | 1         |                                                                                             |
| 1923 | Ostrava           | 1         |                                                                                             |
| 1924 | Nova Iorque       | 1         |                                                                                             |
| 1925 | Moscou            | 1         |                                                                                             |